# Cas Bárcenas

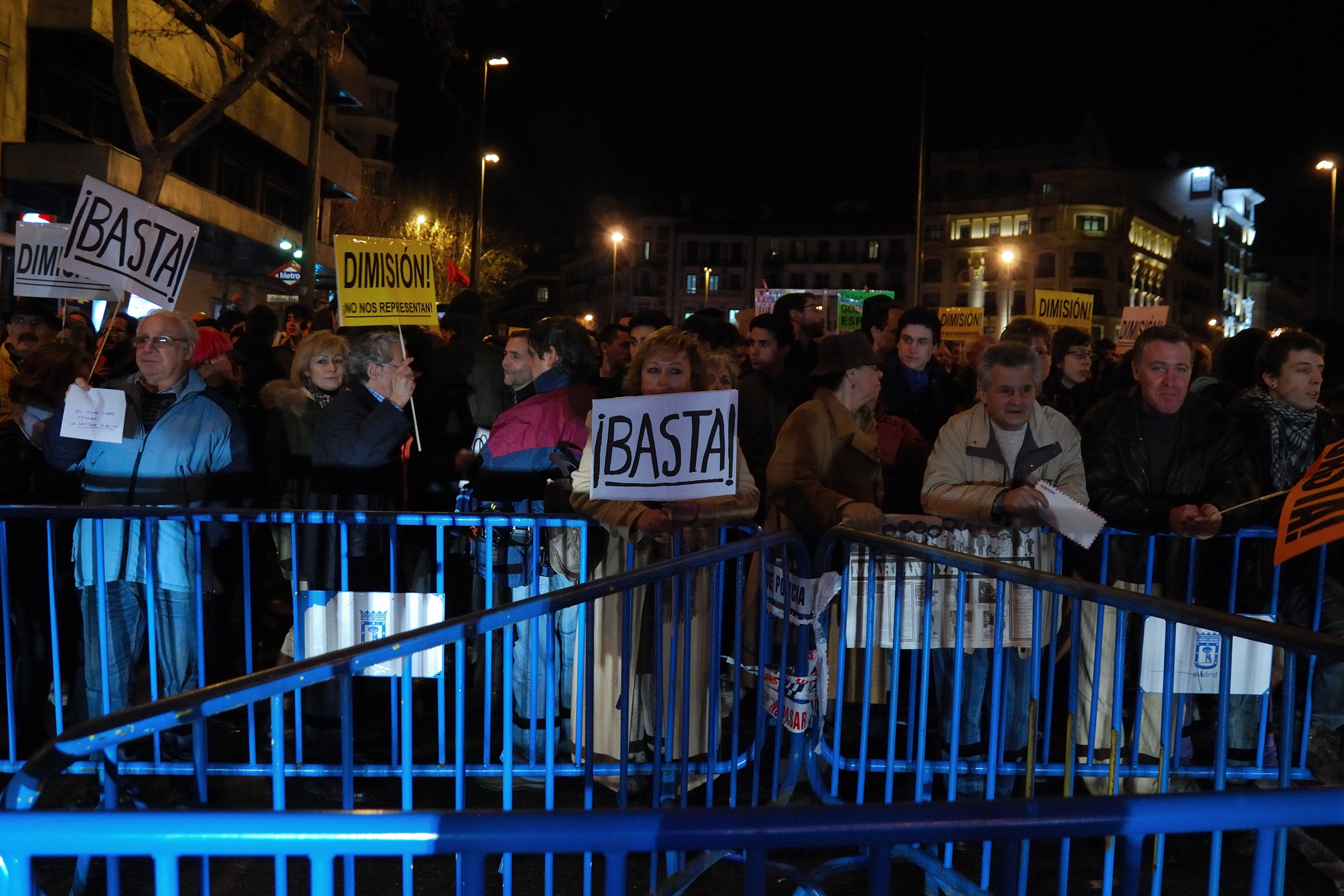
Manifestació espontània davant la seu del Partit Popular a Madrid en protesta per les revelacions del cas Bárcenas (2 de febrer de 2013)

El cas Bárcenas (o cas dels sobresous del PP) és un cas de corrupció política que investigà el delicte de finançament il·legal del Partit Popular (PP). El cas sorgí el 30 de gener de 2013, a partir de la publicació en premsa dels anomenats papers de Bárcenas. Una comptabilitat no oficial del PP, que abastava el període 1990-2008, duta a terme per l'extresorer del partit Luis Bárcenas Gutiérrez (també apareixen anotacions de l'anterior extresorer Álvaro Lapuerta), on figuraven donacions privades d'empresaris i empreses, així com pagaments de sobresous (que suposadament es realitzaven en efectiu dins de sobres) a nombrosos càrrecs del partit (Mariano Rajoy, María Dolores de Cospedal, Rodrigo Rato, Jaime Mayor Oreja, Javier Arenas, Ángel Acebes, Francisco Álvarez Cascos, Federico Trillo, etc.). Aquest cas es considera una peça separada al si del cas Gürtel, per part del magistrat-jutge Pablo Ruz, titular del Jutjat Central d'Instrucció n. 5 de l'Audiència Nacional.
El 28 d'octubre de 2021 l'Audiencia Nacional considerà provat que el PP va pagar amb diners en negre la seva seu de Gènova.

## Història
En un principi, aquest cas va ser objecte d'investigació per part de la Fiscalia Especial contra la Corrupció i la Criminalitat Organitzada, com a Diligències Informatives 1/2013, obertes en data 24 de gener de 2013.
Així mateix, també va ser objecte d'incoació de diligències per diferents jutjats arran de les denúncies realitzades per diferents organitzacions, sindicats i partits polítics.
Tanamteix, el 7 de març de 2013, el cas va ser assumit, com a peça separada, pel jutge instructor del cas Gürtel, el magistrat-jutge Pablo Ruz, titular del Jutjat Central d'Instrucció n. 5 de l'Audiència Nacional.

### Els sobresous a càrrecs del PP
Segons els papers de Bárcenas, el Partit Popular va estar pagant sobresous als seus càrrecs amb diners en negre de procedència il·legal. Aquests sobresous majoritàriament no van ésser declarats com a ingressos. Segons aquests papers de Bárcenas, publicats pel diari El País, alguns dels càrrecs del Partit Popular que van rebre sobresous foren:
| Nom                           | Import (€) |
| ----------------------------- | ---------- |
| Mariano Rajoy                 | 322.231    |
| Francisco Álvarez-Cascos      | 321.391    |
| Javier Arenas                 | 225.762    |
| Rodrigo Rato                  | 216.711    |
| Federico Trillo               | 185.256    |
| Jaime Mayor Oreja             | 181.440    |
| Ángel Acebes                  | 107.100    |
| Teófila Martínez              | 30.000     |
| Alberto Fernández Díaz        | 30.000     |
| Jaime Ignacio del Burgo       | 26.445     |
| María Dolores de Cospedal     | 15.000     |
| Miguel Ángel Rodríguez        | 10.067     |
| Pilar del Castillo            | 9.000      |
| Jaume Matas                   | 8.400      |
| Juan Carlos Aparicio          | 7.813      |
| Pío García-Escudero           | 6.010      |
| Ana Palacio                   | 6.000      |
| José Ignacio Llorens i Torres | 6.000      |

### La relació laboral de Bárcenas amb el PP
Durant la instrucció del cas Gürtel, va transcendir a la premsa que Luis Bárcenas era l'únic imputat a qui el PP li pagava les despeses de la seua defensa processal perquè el seu dia així ho considerà oportú. Posteriorment, segons la versió oficial, Bárcenas va ser apartat del PP i va renunciar a la seua acta de senador. Tanmateix, el PP acordà amb Bárcenas pagar-li un sou extraordinari de més de 200.000 euros anuals, en mensualitats i amb retencions a la Seguretat Social. Des d'un punt de vista legal, la vida laboral de Bárcenas que consta a la Tresoreria General de la Seguretat Social, mostra que entre 2010 i 2013 la seua relació amb el PP va ser la d'un contracte indefinit, al qual va renunciar amb una baixa voluntària el 31 de gener de 2013, el mateix dia que el diari El País publicà els famosos papers de Bárcenas. A causa de la pressió mediàtica, el PP hagué d'explicar el perquè d'aquest sou i la seua secretària general, María Dolores de Cospedal, ho definí com una indemnització en diferit.

### Expulsió del Partit Popular com acusació popular al cas Gürtel
El 26 d'abril de 2013, el jutge instructor del cas Gürtel, el magistrat Pablo Ruz, dicta acte mitjançant el qual revoca la condició d'acusador popular amb què el Partit Popular estava personat al cas Gürtel. Entre les raons esgrimides figura que les actuacions processals del Partit Popular no corresponen a les pròpies d'una acusació popular, sinó que més aviat semblen ajudar la defensa dels imputats Luis Bárcenas Gutiérrez, Jesús Merino Delgado i Rosalía Iglesias Villar, vinculats al Partit Popular.
El 3 de juny de 2013, la secció quarta de la Sala Penal de l'Audiència Nacional confirma l'exclusió de la personació del Partit Popular com a acusació particular a la causa, en desestimar el seu recurs d'apel·lació.
En els fonaments jurídics, la Sala analitza les actuacions processals del Partit Popular amb relació a tres persones imputades, que estan vinculades amb el mateix Partit Popular: Luis Bárcenas Gutiérrez, Jesús Merino Delgado i Rosalía Iglesias Villar. I conclou respecte del Partit Popular que 
«fàcilment es dedueix que la seua comesa al procediment no ha estat plenament congruent amb el vertader exercici de l'acusació popular, doncs més bé correspon a una autèntica part coadjuvant en la defensa dels tres imputats últimament mencionats.»
«I el mateix ocorre amb la seua al·legació sobre què ha intervingut activament en la fixació de noves mesures cautelars imposades a Luis Bárcenas arran del fet que es coneguera la informació sobre els comptes bancaris suïssos vinculats a ell, ja que segons s'observa en l'acte… en la compareixença sobre l'establiment de mesures cautelars…, la direcció processal del Partit Popular, quan l'Instructor li va concedir la paraula, es limità a dir que no s'oposava al que establia el Ministeri Fiscal, sometent-se al que resolguera el titular de l'òrgan judicial. Tèbia actuació que després va repetir en impugnar de forma extremadament parca… el recurs d'apel·lació interposat per Luis Bárcenas contra l'acte d'adopció de mesures cautelars que l'afecten.»
També és destacable que la Sala comparteix el criteri de l'Instructor 
«davant la incompatibilitat d'interessos defensats pel Partit Popular, sobre el qual existeixen evidents indicis, no sols a la peça separada, sinó també a la causa principal, de la seua presumpta implicació als fets investigats, ja per la via de la responsabilitat civil subsidiària establerta a l'article 120.3r i 4t del Codi Penal, ja per la via de la participació a títol lucratiu de l'article 122 del Codi Penal.»
«una vegada que s'han acumulat indicis suficients sobre la incompatibilitat de la personació del Partit Popular en l'exercici de l'acció popular, davant les cada vegada més diàfanes dades sobre la possibilitat de ser subjecte responsable civil als fets que s'investiguen, que inclouen la possible existència d'una doble comptabilitat. Pel que hem de descartar qualsevol besllum d'artificiositat i improcedència en la seua expulsió com a acusador popular en aquest procediment. Al contrari, l'anàlisi i la depuració dels actes processals duts a terme, així com les dades que van configurant-se, duen a l'anterior convicció.»

### Les donacions al Partit Popular
Cal senyalar que la llei de finançament de partits vigent en el moment dels fets permetia les donacions anònimes a partits polítics, però sempre que aquestes foren inferiors a 60.000 euros i no donades per empreses adjudicatàries de contractes amb l'Administració pública. Tanmateix, segons les anotacions contingudes als papers de Bárcenas, les pràctiques de finaçament il·legal del Partit Popular consistirien en:
- Computar com a donacions anònimes les provinents d'empreses adjudicatàries de contractes amb l'Administració pública
- Fraccionar els ingressos de les donacions, de tal manera que mai no sobrepassaren el límit legal de 60.000 euros

Per exemple:
- El 3 d'octubre de 2003, l'extesorer del PP apuntà a la seua llibreta una donació de l'empresari Manuel Contreras per 120.000 euros, el doble del màxim permès per la llei.
- El 6 d'octubre de 2003, Bárcenas apunta en la seua llibreta l'ingrés d'eixos 120.000 euros en el compte bancari per a donacions anònimes.
- A la comptabilitat oficial del PP consten el 6 d'octubre de 2003 quatre ingressos de diners al compte bancari en concepte de donatius anònims per 35.000, 40.000, 20.000 i 25.000 euros, que sumats donen els 120.000 euros.

## Reaccions polítiques

### Suport a Luis Bárcenas
- Mariano Rajoy:

| «                                   | Aquestes dues persones [referint-se a Luis Bárcenas i Gerardo Galeote] no estan imputades per cap tribunal, no estan acusades per ningú. La mateixa Fiscalia li ha dit al jutge Garzón que no envie l'assumpte al Tribunal Suprem perquè creu que no hi ha indicis suficients contra aquestes dues persones. Ells afirmen la seua innocència i jo estic convençut de què ningú no prodrà… podrà provar que no són innocents. | » |
| — Mariano Rajoy (2 d'abril de 2009) | |   |

- Javier Arenas:

| «                                    | El nostre tresorer ha estat un exemple de bon treball, professionalitat, i a la nostra organització, sempre ha estat un exemple de decència. (…) El nostre tresorer segueix afirmant la seua innocència i el creiem. | » |
| — Javier Arenas (21 de juny de 2009) | |   |

- Partit Popular: Comunicat del Partit Popular (28 de juliol de 2009)[33][34]

| « | 1. El Partit Popular confia en la innocència de Luis Bárcenas i en què així es demostrarà als Tribunals de Justícia. 2. El Partit Popular vol manifestar el seu reconeixement als més de 28 anys de serveis de Luis Bárcenas al nostre partit que han estat exemple de professionalitat i bon fer. 3. El Partit Popular expressa el seu respecte envers la decisió de Luis Bárcenas, tresorer del Partit Popular, de presentar la seua renúncia a la seua actual responsabilitat. La decisió del nostre tresorer està inspirada, una vegada més, en la seua lleialtat cap a la nostra organització. 4. El Partit Popular considera que la renúncia és transitòria fins que quede acreditada la seua innocència davant les instàncies judicials. No es procedirà a la substitució de Luis Bárcenas com a tresorer nacional del Partit Popular. | » |

## Cronologia
- 1 de març de 2013: El magistrat-jutge Pablo Ruz, titular del Jutjat Central d'Instrucció n. 5 de l'Audiència Nacional, que instrueix el cas Gürtel, lliura un ofici a la Unitat Central de Delinqüència Econòmica i Fiscal - Brigada de Blanqueig de Capitals perquè emeta informe detallant els elements subjectius, objectius i de temporalitat concorrents entre els efectes, documents i resta d'actuacions integrants del procediment del cas Gürtel i els que es deriven dels fets i documentació del cas Bárcenas, aportats per la representació processal d'Ángel Luna i altres.[35]
- 6 de març de 2013: La Unitat Central de Delinqüència Econòmica i Fiscal - Brigada de Blanqueig de Capitals aporta l'informe n. 22.510/13 requerit pel jutge-instructor del cas Gürtel, el magistrat-jutge Pablo Ruz.[36]

El Partit Popular demanda el diari El País per vulneració del dret a l'honor en haver publicat els papers de Bárcenas. També demanda "l'autor dels falsos papers publicats que, segons el medi de comunicació, és Luis Bárcenas, encara que ell ho haja negat públicament i davant la Fiscalia Anticorrupció".
- 7 de març de 2013: El magistrat-jutge Pablo Ruz, titular del Jutjat Central d'Instrucció n. 5 de l'Audiència Nacional, assumeix el cas Bárcenas com a peça separada del cas Gürtel, denominant-la "Informe UDEF-BLA n. 22.510/13".[38][39][40][41][42]
- 27 de juny de 2013: La Fiscalia Anticorrupció sol·licita per a Luis Bárcenas una fiança de 28 milions d'euros[43][44] i presó incondicional pel risc de fuga després que Suïssa haja informat que Luis Bárcenas està traslladant fons des dels seus comptes suïssos no bloquejats cap als Estats Units d'Amèrica i Uruguai.[45][46] Finalment, el jutge instructor decreta presó provisional comunicada i sense fiança per a Luis Bárcenas, pels presumptes delictes contra l'Administració Pública, contra la Hisenda Pública, de blanqueig de capitals, d'estafa processal en grau de temptativa i de falsedat en document mercantil.[47][48][45][49]
- 5 de juliol de 2013: El jutge instructor imposa a Bárcenas una fiança de responsabilitat civil de 43,2 milions d'euros.[50]
- 7 de juliol de 2013: El diari El Mundo publica una entrevista amb Luis Bárcenas en què aquest corrobora el finançament il·legal del Partit Popular.[51][52][53][54][55][56][57][58][59][60]
- 14 de juliol de 2013:

- El diari El Mundo publica una sèrie de SMS presumptament intercanviats entre Luis Bárcenas i el president del govern Mariano Rajoy, els quals demostrarien la connivència entre ambdós.
- El Partit Popular argumenta que els SMS demostren que Bárcenas no va obtenir res de Rajoy.
- Els partits de l'oposició demanen la dimissió immediata de Rajoy.
- Protestes ciutadanes, concentracions i cassolades s'organitzen davant les seus de les delegacions del govern espanyol i les seus del PP en diferents ciutats.
- Aquestes últimes revelacions transcendeixen a la premsa internacional, en diaris com Le Monde, Le Figaro, France 24, The Washington Post, BBC, The Times, La Repubblica, The New York Times o The Economist.

- 15 de juliol de 2013:

- Luis Bárcenas declara de nou davant el jutge instructor del cas perquè ratifique les últimes revelacions aparegudes en premsa: que ell és l'autor dels anomenats "papers de Bárcenas" i que realment existia una comptabilitat B al Partit Popular.
- Luis Bárcenas ratifica davant el jutge l'autoria dels anomenats "papers de Bárcenas".
- Polèmica en la primera compareixença pública del president del govern espanyol Mariano Rajoy després de l'escàndol descordat per les últimes revelacions periodístiques durant el cap de setmana: La Moncloa infringeix el sistema de torn de preguntes establert durant els últims anys amb els professionals de la premsa, veta la pregunta de la periodista del diari El Mundo i li dona la paraula al periodista del diari ABC perquè li faça una pregunta suau, que hauria estat pactada perquè pogués respondre amb una declaració institucional preparada amb anterioritat (i que en alguns moments ha llegit). Recriminat pels seus companys de professió, el corresponsal de l'ABC ha acabat reconeixent que la pregunta havia estat una imposició directa per part del director de l'ABC, Bieito Rubido, que a més li va anunciar que tindria la possibilitat d'exposar-la al president. Les associacions de periodistes condemnen que La Moncloa trenque el torn de preguntes.

## Papers de Bárcenas
A continuació es mostra de forma íntegra els anomenats "Papeles de Bárcenas" segons les dades publicades pels diaris El País i El Mundo.
| Data       | Concepte   | Descripció                                                     | Entrades (Pessetes) | Sortides (Pessetes) | Saldo (Pessetes) | Entrades (Euros) | Sortides (Euros) | Saldo (Euros) | Persona associada (segons informació revelada per Bárcenas al jutge) |
| ---------- | ---------- | -------------------------------------------------------------- | ------------------- | ------------------- | ---------------- | ---------------- | ---------------- | ------------- | -------------------------------------------------------------------- |
| 04/1990    | Efectivo   | Saldo Inicial (Entrega R.N.)                                   | 8                   |                     | 8                | 48.000           |                  | 48.000        | R.N.                                                                 |
| 04/1990    | Efectivo   | Entrega J. M.                                                  |                     | 0,26                |                  |                  | 1.530            | 46.470        | J.M.                                                                 |
| 05/1990    | Efectivo   | Entrega J. M.                                                  |                     | 0,26                |                  |                  | 1.530            | 44.940        | J.M.                                                                 |
| 06/1990    | Efectivo   | Entrega Paco (decl. Rent.)                                     |                     | 0,5                 |                  |                  | 3.000            | 41.940        | Paco                                                                 |
| 06/1990    | Efectivo   | Entrega J. M.                                                  |                     | 0,26                |                  |                  | 1.530            | 40.410        | J.M.                                                                 |
| 07/1990    | Efectivo   | Entrega J. M.                                                  |                     | 0,26                |                  |                  | 1.530            | 38.880        | J.M.                                                                 |
| 07/1990    | Efectivo   | Entrega J. M.                                                  |                     | 0,26                |                  |                  | 1.530            | 37.350        | J.M.                                                                 |
| 08/1990    | Efectivo   | Entrega J. M.                                                  |                     | 0,26                |                  |                  | 1.530            | 35.820        | J.M.                                                                 |
| 09/1990    | Efectivo   | Cobo                                                           |                     | 2                   |                  |                  | 12.000           | 23.820        | Cobo                                                                 |
| 09/1990    | Efectivo   | Cobo                                                           |                     | 2                   | 1,97             |                  | 12.000           | 11.820        | Cobo                                                                 |
| 11/1990    | Talón      | Pepe C. (Gal.)                                                 | 10                  |                     | 11,97            | 60.000           |                  | 71.820        | Pepe C.                                                              |
| 11/1990    | Efectivo   | Piñeiro                                                        |                     |                     | 16,97            |                  |                  | 71.820        | Piñeiro                                                              |
| 11/1990    | Efectivo   | Cobo                                                           |                     | 2                   |                  |                  | 12.000           | 59.820        | Cobo                                                                 |
| 11/1990    | Efectivo   | Cobo                                                           |                     | 2                   |                  |                  | 12.000           | 47.820        | Pedro Arriola                                                        |
| 11/1990    | Efectivo   | Pedro A.                                                       |                     | 5                   |                  |                  | 30.000           | 17.820        | Pedro Arriola                                                        |
| 12/1990    | Efectivo   | Entrega Pedro A.                                               |                     | 6                   | 1,97             |                  | 36.000           | -18.180       | Paco                                                                 |
| 12/1990    | Efectivo   | Paco                                                           | 15                  |                     | 16,97            | 90.000           |                  | 71.820        | Paco                                                                 |
| 12/1990    | Efectivo   | Rosen (abogado)                                                |                     | 2                   |                  |                  |                  | 71.820        | Rosen                                                                |
| 01/1991    | Efectivo   | Entrega Pedro A.                                               |                     | 7,5                 |                  |                  | 45.000           | 26.820        | Pedro Arriola                                                        |
| 02/1991    | Efectivo   | Piñeiro                                                        | 5,24                |                     |                  | 31.440           |                  | 58.260        | Piñeiro                                                              |
| 02/1991    | Efectivo   | Piñeiro                                                        | 9                   |                     |                  | 54.000           |                  | 112.260       | Piñeiro                                                              |
| 03/1991    | Efectivo   | Pago IVA Sdades                                                |                     | 0,37                |                  |                  | 2.196            | 110.064       |                                                                      |
| 03/1991    | Efectivo   | Pago Sdades                                                    |                     | 0,52                |                  |                  | 3.120            | 106.944       |                                                                      |
| 03/1991    | Efectivo   | Pago IVA                                                       |                     | 1,44                |                  |                  | 8.640            | 98.304        |                                                                      |
| 03/1991    | Efectivo   | Pago Sdades                                                    |                     | 1,95                | 17,43            |                  | 11.712           | 86.592        |                                                                      |
| 03/1991    | Efectivo   | Diferencia IRPF (Paco)                                         |                     | 0,12                |                  |                  | 720              | 85.872        | Paco                                                                 |
| 03/1991    | Efectivo   | Pago IVA y Sdades                                              |                     | 3,34                |                  |                  | 20.040           | 65.832        |                                                                      |
| 03/1991    | Efectivo   | Entrega a Rosen (abogado)                                      |                     | 5                   |                  |                  | 30.000           | 35.832        | Rosen                                                                |
| 03/1991    | Efectivo   | Entrega a Pedro A. (enero/febrero)                             |                     | 2,5                 |                  |                  | 15.000           | 20.832        | Pedro Arriola                                                        |
| 04/1991    | Efectivo   | Piñeiro                                                        | 6                   |                     | 12,47            | 36.000           |                  | 56.832        | Piñeiro                                                              |
| 04/1991    | Efectivo   | Entrega a Pedro A. (marzo/abril)                               |                     | 2,5                 |                  |                  | 15.000           | 41.832        | Pedro Arriola                                                        |
| 05/1991    | Efectivo   | Entrega a Rosen (liq. final)                                   |                     | 6                   |                  |                  | 36.000           | 5.832         | R10                                                                  |
| 05/1991    | Efectivo   | Piñeiro                                                        | 7                   |                     |                  | 42.000           |                  | 47.832        | Piñeiro                                                              |
| 06/1991    | Efectivo   | Difer IRPF Paco decl. 90                                       |                     | 0,5                 |                  |                  | 3.000            | 44.832        | Paco                                                                 |
| 06/1991    | Efectivo   | Piñeiro                                                        | 6                   | 16,17               |                  | 36.000           |                  | 80.832        | Piñeiro                                                              |
| 06/1991    | Efectivo   | Entrega a Pedro A. (mayo/junio)                                |                     | 2,5                 |                  |                  | 15.000           | 65.832        | Pedro Arriola                                                        |
| 07/1991    | Efectivo   | Entrega "especial" a Pedro A. (encargo José M.)                |                     | 1                   |                  |                  | 6.000            | 59.832        | Pedro Arriola. / Jose M.                                             |
| 09/1991    | Efectivo   | Registro Mercantil y acta notaría (Sdades)                     |                     | 0,02                |                  |                  | 120              | 59.712        |                                                                      |
| 09/1991    | Efectivo   | Entrega a Pedro A. (julio/agosto)                              |                     | 2,5                 | 10,45            |                  | 15.000           | 44.712        | Pedro Arriola                                                        |
| 09/1991    | Efectivo   | Piñeiro                                                        | 6                   |                     |                  | 36.000           |                  | 80.712        | Piñeiro                                                              |
| 10/1991    | Efectivo   | Entrega a Viñares (Canarias, Cascos/Rajoy)                     |                     | 0,25                |                  |                  | 1.500            | 79.212        | Viñares                                                              |
| 11/1991    | Efectivo   | Entrega a Pedro A. (sept y oct)                                |                     | 3,5                 |                  |                  | 21.000           | 58.212        | Pedro Arriola                                                        |
| 12/1991    | Efectivo   | Entrega a Jaime I. del B.                                      |                     | 0,6                 |                  |                  | 3.600            | 54.612        | Jaime Ignacio del Burgo                                              |
| 12/1991    | Efectivo   | Entrega a Pedro A. (nov y dic)                                 |                     | 2,25                |                  |                  | 13.500           | 41.112        |                                                                      |
| 12/1991    | Efectivo   | Entrega a Javier A para Rafa A.                                |                     | 1                   |                  |                  | 6.000            | 35.112        | Javier Arenas                                                        |
| 01/1992    | Efectivo   | Entrega Miguel A.R.                                            |                     | 0,18                |                  |                  | 1.050            | 34.062        | Miguel A.R.                                                          |
| 02/1992    | Efectivo   | Entrega Pedro A. (enero)                                       |                     | 1,25                |                  |                  | 7.500            | 26.562        | Pedro Arriola                                                        |
| 02/1992    | Efectivo   | Entrega a Javier A. para Rafa A.                               |                     | 1                   |                  |                  | 6.000            | 20.562        | Javier A. y Rafa A.                                                  |
| 02/1992    | Efectivo   | Entrega a Jaime I. del B. (Calixto)                            |                     | 0,6                 |                  |                  | 3.600            | 16.962        | Jaime Ignacio del Burgo                                              |
| 03/1992    | Efectivo   | Entrega A. Cámara para Laureano                                |                     | 1,6                 |                  |                  | 9.600            | 7.362         | A. Cámara, Laureano                                                  |
| 03/1992    | Efectivo   | Entrega Pedro A. (febrero)                                     |                     | 1,25                |                  |                  | 7.500            | -138          | Pedro Arriola                                                        |
|            | Saldo      |                                                                |                     |                     | 1,57             |                  |                  | -138          |                                                                      |
| 05/1992    | Efectivo   | Piñeiro                                                        | 10                  |                     |                  | 60.000           |                  | 59.862        | Piñeiro                                                              |
| 05/1992    | Efectivo   | Entrega a Jaime I. (Calixto)                                   |                     | 0,6                 |                  |                  | 3.600            | 56.262        | Jaime Ignacio del Burgo / Calixto Ayesa                              |
| 05/1992    | Efectivo   | Entrega a Cámara para Laureano                                 |                     | 1,2                 |                  |                  | 7.200            | 49.062        | Laureano                                                             |
| 05/1992    | Efectivo   | Entrega a Pedro A. (abril)                                     |                     | 1,25                |                  |                  | 7.500            | 41.562        | Pedro Arriola                                                        |
| 05/1992    | Efectivo   | Notaría Liq Ibé de F.                                          |                     | 0,2                 |                  |                  | 1.200            | 40.362        | Sociedad Ibérica de Firmes                                           |
| 05/1992    | Efectivo   | Entrega Pedro A. (regulariz. desde 1º año)                     |                     | 0,3                 |                  |                  | 1.788            | 38.574        | Pedro Arriola                                                        |
| 06/1992    | Efectivo   | Entrega Pedro A. (mayo)                                        |                     | 1,32                |                  |                  | 7.944            | 30.630        | Pedro Arriola                                                        |
| 06/1992    | Efectivo   | Entrega a Samuel Para anuncios (2 sdads)                       |                     | 3,1                 |                  |                  | 18.600           | 12.030        | Samuel                                                               |
| 06/1992    | Efectivo   | Entrega a J.I. Burgo                                           |                     | 0,6                 |                  |                  | 3.600            | 8.430         | Jaime Ignacio del Burgo                                              |
| 06/1992    | Efectivo   | Entrega a Paco A. C. para declaración                          |                     | 0,3                 |                  |                  | 1.800            | 6.630         | Francisco Álvarez Cascos                                             |
| 06/1992    | Efectivo   | Pag parte dictamen Cobo                                        |                     | 3                   |                  |                  | 18.000           | -11.370       | Cobo                                                                 |
| 06/1992    | Efectivo   | Entrega a Ortí B. por indic. José Mª(canje)                    |                     | 0,5                 |                  |                  | 3.000            | -14.370       | Ortí B., Jose Mª                                                     |
| 06/1992    | Efectivo   | Entrega a Paco para Begoña                                     |                     | 0,65                |                  |                  | 3.900            | -18.270       | Paco, Begoña                                                         |
| 07/1992    | Efectivo   | Entrega a Pedro A. (julio)                                     |                     | 1,32                |                  |                  | 7.944            | -26.214       | Pedro Arriola                                                        |
| 07/1992    | Efectivo   | Piñeiro                                                        | 5                   |                     |                  | 30.000           |                  | 3.786         | Piñeiro                                                              |
| 07/1992    | Efectivo   | Pago ingreso 123 IRPF IB. de F.                                |                     | 1,03                |                  |                  | 6.186            | -2.400        | Sociedad Ibérica de Firmes                                           |
| 07/1992    | Efectivo   | Entrega a J. Moreno para Begoña                                |                     | 0,65                |                  |                  | 3.900            | -6.300        | Paco, Begoña                                                         |
| 07/1992    | Efectivo   | Entrega a Pedro A. (agosto)                                    |                     | 1,32                |                  |                  | 7.944            | -14.244       | Pedro Arriola                                                        |
| 07/1992    | Efectivo   | Entrega a Juan Carlos Aparicio Pérez (indicac. Paco)           |                     | 0,65                |                  |                  | 3.900            | -18.144       | Juan Carlos Aparicio                                                 |
| 07/1992    | Efectivo   | Entrega a Jaime I. del B. (junio/julio/agosto)                 |                     | 0,75                |                  |                  | 4.500            | -22.644       | Jaime Ignacio del Burgo                                              |
| 09/1992    | Efectivo   | Entrega a Pedro A.("operac. adicional" sept/oct)               |                     | 2                   |                  |                  | 12.000           | -34.644       | Pedro Arriola                                                        |
| 09/1992    | Efectivo   | Piñeiro                                                        | 7                   |                     | 13,83            | 42.000           |                  | 7.356         | Piñeiro                                                              |
| 09/1992    | Efectivo   | Entrega a Pedro A. (septiembre)                                |                     | 1,23                |                  |                  | 7.404            | -48           | Pedro Arriola                                                        |
| 09/1992    | Efectivo   | Gto. Notar Liquid. 2 Sdads                                     |                     | 0,4                 |                  |                  | 2.400            | -2.448        |                                                                      |
| 09/1992    | Efectivo   | Entrega a Juan Carlos Aparicio Pérez (indic. Paco)             |                     | 0,65                |                  |                  | 3.900            | -6.348        | Juan Carlos Aparicio                                                 |
| 10/1992    | Efectivo   | Piñeiro                                                        | 5                   |                     |                  | 30.000           |                  | 23.652        | Piñeiro                                                              |
| 10/1992    | Efectivo   | Entrega a Pedro A. (octubre)                                   |                     | 11,32               |                  |                  | 67.944           | -44.292       | Pedro Arriola                                                        |
| 10/1992    | Efectivo   | Entrega a J.I. del B. (sept/oct.)                              |                     | 0,6                 |                  |                  | 3.600            | -47.892       | Jose Ignacio del Burgo                                               |
| 10/1992    | Efectivo   | Ingreso Retención Cono y V.Sol. (292.000+928.000)              |                     | 1,22                |                  |                  | 7.320            | -55.212       | Sociedades Cono Sur y Vídeo Soluciones                               |
| 10/1992    | Efectivo   | Entrega a Pedro A. (noviembre)                                 |                     | 1,78                |                  |                  | 10.704           | -65.916       | Pedro Arriola                                                        |
| 11/1992    |            | Entrega a Pedro A. (por trb. adic. de carácter. extraord.)     |                     | 1                   |                  |                  | 6.000            | -71.916       | Pedro Arriola                                                        |
| 11/1992    | Efectivo   | Entrega a Pedro A. (trab adic. al cto 4º trim 91 y todo el 92) |                     | 2,93                |                  |                  | 17.604           | -89.520       | Pedro Arriola                                                        |
| 01/1993    | Efectivo   | Entrega a Pedro A. (diciembre)                                 |                     | 1,32                |                  |                  | 7.944            | -97.464       | Pedro Arriola                                                        |
| 01/1993    | Efectivo   | Entrega a Rosen por indic. Paco (liquid. Ptes)                 |                     | 3                   | 3,73             |                  | 18.000           | -115.464      | Paco                                                                 |
| 01/1993    | Efectivo   | Entrega a Rosen por indic. Paco (FINIQUITO)                    |                     | 2                   |                  |                  | 12.000           | -127.464      | Paco                                                                 |
| 01/1993    | Efectivo   | Entrega a Pedro A. (por trab. adic. de carácter.extraord.)     |                     | 1                   | 0,73             |                  | 6.000            | -133.464      | Pedro Arriola                                                        |
| 01/1993    | Efectivo   | Devolución Liquid Notarios                                     |                     | 0,04                | 0,77             |                  | 210              | -133.674      |                                                                      |
| 02/1993    |            | Saldo anterior                                                 |                     |                     | 0,77             |                  |                  |               |                                                                      |
| 02/1993    |            | Entrega a José M. Ortí (indic. Jose Mª)                        |                     | 0,35                |                  |                  | 2.100            | -135.774      |                                                                      |
| 02/1993    |            | 1os 93 / Entrega Piñeiro                                       | 7                   |                     |                  | 42.000           |                  | -93.774       | Piñeiro                                                              |
| 02/1993    |            | Entrega a Jaime I. (Nov.-Dic.)                                 |                     | 0,6                 |                  |                  | 3.600            | -97.374       |                                                                      |
| 03/1993    |            | Entrega a P.A. cta 1993 (En. y Febr.)                          |                     | 3,22                |                  |                  | 19.320           | -116.694      | Pedro Arriola                                                        |
| 03/1993    |            | Entre a P.A Trab. Extraord. (En. y Febr.)                      |                     | 2                   |                  |                  | 12.000           | -128.694      | Pedro Arriola                                                        |
| 03/1993    |            | Entrega a Jose Mª Robles (severo moto)                         |                     | 0,5                 |                  |                  | 3.000            | -131.694      |                                                                      |
| 03/1993    |            | Entrega a Jaime I. (Ene.-Febr.)                                |                     | 0,6                 |                  |                  | 3.600            | -135.294      |                                                                      |
| 04/1993    |            | Entrega a Jose M O B (severo moto)                             |                     | 0,35                |                  |                  | 2.100            | -137.394      |                                                                      |
| 04/1993    |            | Entrega Piñeiro                                                | 15                  |                     |                  | 90.000           |                  | -47.394       | Piñeiro                                                              |
| 04/1993    |            | P. Arr. (Marzo)                                                |                     | 1,610               |                  |                  | 9.660            | -57.054       | Pedro Arriola                                                        |
| 04/1993    |            | P. Arr. Trab. extraord.(Marzo)                                 |                     | 1,000               |                  |                  | 6.000            | -63.054       | Pedro Arriola                                                        |
| 05/1993    |            | Entrega a Jaime I. (Marzo-Abril)                               |                     | 0,6                 |                  |                  | 3.600            | -66.654       |                                                                      |
| 05/1993    |            | P. Arr. (Abril)                                                |                     | 1,610               |                  |                  | 9.660            | -76.314       | Pedro Arriola                                                        |
| 05/1993    |            | P. Arr. por Trab. extraord. (Abril)                            |                     | 1,000               |                  |                  | 6.000            | -82.314       | Pedro Arriola                                                        |
| 06/1993    |            | P. Arr. (Mayo)                                                 |                     | 1,610               |                  |                  | 9.660            | -91.974       | Pedro Arriola                                                        |
| 05/1993    |            | Entrega Piñeiro                                                | 10                  |                     |                  | 60.000           |                  | -31.974       | Piñeiro                                                              |
| 06/1993    |            | Entrega a P.A.C para Renta 92                                  |                     | 0,6                 |                  |                  | 3.600            | -35.574       |                                                                      |
| 07/1993    |            | Entrega a Jaime I. (Mayo-Junio)                                |                     | 0,6                 |                  |                  | 3.600            | -39.174       |                                                                      |
| 07/1993    |            | P. Arr. (trab. extr. (Mayo)                                    |                     | 1                   |                  |                  | 6.000            | -45.174       | Pedro Arriola                                                        |
| 07/1993    |            | P. (Arr (trab extr. Junio)                                     |                     | 1                   |                  |                  | 6.000            | -51.174       | Pedro Arriola                                                        |
| 07/1993    |            | " ---------------------------                                  |                     |                     |                  |                  |                  | -51.174       |                                                                      |
| 07/1993    |            | P. Arr. (Junio)                                                |                     | 1,610               |                  |                  | 9.660            | -60.834       | Pedro Arriola                                                        |
| 07/1993    |            | Jose Miguel O.                                                 |                     | 0,35                |                  |                  | 2.100            | -62.934       |                                                                      |
| 07/1993    |            | Marz Abr Mayo y Jun Dieta Sº G (218652x4)                      |                     | 0,88                |                  |                  | 5.250            | -68.184       | Pedro Arriola                                                        |
| 07/1993    |            | P. Arr. (Julio)                                                |                     | 1,610               |                  |                  | 9.660            | -77.844       |                                                                      |
| 07/1993    |            | Entrega a Jose Mª Robles (moto)                                |                     | 0,2                 |                  |                  | 1.200            | -79.044       |                                                                      |
| 07/1993    |            | Dietas Sº Gral. (220.000 Julio)                                |                     | 0,22                |                  |                  | 1.320            | -80.364       |                                                                      |
| 09/1993    |            | Dietas Sº Gral. (Agosto)                                       |                     | 0,22                |                  |                  | 1.320            | -81.684       |                                                                      |
| 09/1993    |            | Pedro Arr. (Agosto)                                            |                     | 1,610               |                  |                  | 9.660            | -91.344       | Pedro Arriola                                                        |
| 09/1993    |            | P. A. (trab. extr. Julio-Agosto)                               |                     | 2                   |                  |                  | 12.000           | -103.344      |                                                                      |
| 09/1993    |            | Entrega a Jaime I. (Julio-Agosto)                              |                     | 0,6                 |                  |                  | 3.600            | -106.944      |                                                                      |
| 09/1993    |            | (tachado)                                                      |                     | 0,320               |                  |                  | 1.920            | -108.864      |                                                                      |
| 09/1993    |            | Dietas Sº Gral. (Sept.)                                        |                     | 0,22                |                  |                  | 1.320            | -110.184      |                                                                      |
| 09/1993    |            | Gratif. campaña Gral. Asesoría Sº Gral.                        |                     | 0,2                 |                  |                  | 1.200            | -111.384      |                                                                      |
| 09/1993    |            | Compensar Renta J.A.                                           |                     | 0,6                 |                  |                  | 3.600            | -114.984      |                                                                      |
| 01/1994    |            | Saldo anterior                                                 |                     |                     | 12.529.000       |                  |                  | -114.984      |                                                                      |
| 01/1994    |            | a jaime I.Nov.yDic.                                            |                     | 600.000             | 11.929.000       |                  | 3.600            | -118.584      | Jaime Ignacio del Burgo                                              |
| 01/1994    |            | Billete secretario                                             |                     | 30.000              | 11.899.000       |                  | 180              | -118.764      | secretario                                                           |
| 02/1994    |            | Pedro trab.ext.enero                                           |                     | 1.000.000           | 10.899.000       |                  | 6.000            | -124.764      | Pedro Arriola                                                        |
| 02/1994    |            | Pedro enero                                                    |                     | 1.610.000           | 9.289.000        |                  | 9.660            | -134.424      | Pedro Arriola                                                        |
| 02/1994    |            | Jose Miguel O.                                                 |                     | 350.000             | 8.939.000        |                  | 2.100            | -136.524      | Jose Miguel O.                                                       |
| 02/1994    |            | P.A.C. Enero                                                   |                     | 220.000             | 8.719.000        |                  | 1.320            | -137.844      | Francisco Álvarez Cascos                                             |
| 02/1994    |            | P.A.C. Febrero                                                 |                     | 220.000             | 8.499.000        |                  | 1.320            | -139.164      | Francisco Álvarez Cascos                                             |
| 03/1994    |            | a Jaime I.Ener y Febr.                                         |                     | 600.000             | 7.899.000        |                  | 3.600            | -142.764      | Jaime Ignacio del Burgo                                              |
| 03/1994    |            | Atrasos Enero Pedro                                            |                     | 80.000              | 7819000          |                  | 480              | -143.244      | Pedro Arriola                                                        |
| 03/1994    |            | Pedro trab.ext.febrero                                         |                     | 1.000.000           | 6.819.000        |                  | 6.000            | -149.244      | Pedro Arriola                                                        |
| 03/1994    |            | Pedro Febrero                                                  |                     | 1.690.000           | 5.129.000        |                  | 10.140           | -159.384      | Pedro Arriola                                                        |
| 03/1994    |            | Pedro trab.ext.marzo                                           |                     | 1.000.000           | 4.129.000        |                  | 6.000            | -165.384      | Pedro Arriola                                                        |
| 03/1994    |            | Pedro Marzo                                                    |                     | 1.690.000           | 2.439.000        |                  | 10.140           | -175.524      | Pedro Arriola                                                        |
| 03/1994    |            | P.A.C. Marzo                                                   |                     | 220.000             | 2.219.000        |                  | 1.320            | -176.844      | Francisco Álvarez Cascos                                             |
| 04/1994    |            | P.A.C. Abril                                                   |                     | 220.000             | 1.999.000        |                  | 1.320            | -178.164      | Francisco Álvarez Cascos                                             |
| 04/1994    |            | Pedro trab.ext. abril                                          |                     | 1.000.000           | 999.000          |                  | 6.000            | -184.164      | Pedro Arriola                                                        |
| 04/1994    |            | Entrega F.A.C.                                                 | 10.000.000          |                     | 10.999.000       | 60.000           |                  | -124.164      | Francisco Álvarez Cascos                                             |
| 05/1994    |            | P.A.C. Mayo                                                    |                     | 220.000             | 10.779.000       |                  | 1.320            | -125.484      | Francisco Álvarez Cascos                                             |
| 05/1994    |            | Entrega a Jose M.Ort.                                          |                     | 350.000             | 10.429.000       |                  | 2.100            | -127.584      | Jose M. Ort.                                                         |
| 05/1994    |            | Pedro Abril                                                    |                     | 1.690.000           | 8.739.000        |                  | 10.140           | -137.724      | Pedro Arriola                                                        |
| 05/1994    |            | A Jaime ign. (Mar.Abril)                                       |                     | 600.000             | 8.139.000        |                  | 3.600            | -141.324      | Jaime Ignacio del Burgo                                              |
| 05/1994    |            | Sanchez                                                        |                     | 400.000             | 7.739.000        |                  | 2.400            | -143.724      | Sanchez                                                              |
| 05/1994    |            | Pedro trab.extr.mayo                                           |                     | 1.000.000           | 6.739.000        |                  | 6.000            | -149.724      | Pedro Arriola                                                        |
| 05/1994    |            | Pedro Mayo                                                     |                     | 1.690.000           | 5.049.000        |                  | 10.140           | -159.864      | Pedro Arriola                                                        |
| 06/1994    |            | Javier compens.rent93                                          |                     | 700.000             | 4.349.000        |                  | 4.200            | -164.064      | Javier                                                               |
| 07/1994    |            | Paco compens.rent.93                                           |                     | 600.000             | 3.749.000        |                  | 3.600            | -167.664      | Paco                                                                 |
| 07/1994    |            | Pedro trab.ext. Junio                                          |                     | 1.000.000           | 2.749.000        |                  | 6.000            | -173.664      | Pedro Arriola                                                        |
| 07/1994    |            | Pedro Junio                                                    |                     | 1.690.000           | 1.059.000        |                  | 10.140           | -183.804      | Pedro Arriola                                                        |
| 06/1994    |            | P.A.C. Junio                                                   |                     | 220.000             | 839.000          |                  | 1.320            | -185.124      | Francisco Álvarez Cascos                                             |
| 07/1994    |            | A Jaime ign. (Mayo Jun)                                        |                     | 600.000             | 239.000          |                  | 3.600            | -188.724      | Jaime Ignacio del Burgo                                              |
| 07/1994    |            | Entrega Ramón                                                  | 7.000.000           |                     | 7.239.000        | 42.000           |                  | -146.724      | Ramon                                                                |
| 07/1994    |            | Pedro trab.ex.julio                                            |                     | 1.000.000           | 6.239.000        |                  | 6.000            | -152.724      | Pedro Arriola                                                        |
| 07/1994    |            | Pedro Julio                                                    |                     | 1.690.000           | 4.549.000        |                  | 10.140           | -162.864      | Pedro Arriola                                                        |
| 07/1994    |            | PAC Julio                                                      |                     | 220.000             | 4.329.000        |                  | 1.320            | -164.184      | Francisco Álvarez Cascos                                             |
| 08/1994    |            | PAC Agosto                                                     |                     | 220.000             | 4.109.000        |                  | 1.320            | -165.504      | Francisco Álvarez Cascos                                             |
| 09/1994    |            | Pedro Trab.ex.agosto                                           |                     | 1.000.000           | 3.109.000        |                  | 6.000            | -171.504      | Pedro Arriola                                                        |
| 09/1994    |            | Pedro Agosto                                                   |                     | 1.690.000           | 1.419.000        |                  | 10.140           | -181.644      | Pedro Arriola                                                        |
| 09/1994    |            | Jose Miguel Orti                                               |                     | 300.000             | 1.119.000        |                  | 1.800            | -183.444      | Jose Miguel Orti.                                                    |
| 09/1994    |            | Jaime Ign. (jul y Agosto)                                      |                     | 600.000             | 519.000          |                  | 3.600            | -187.044      | Jaime Ignacio del Burgo                                              |
| 09/1994    |            | PAC Septiembre                                                 |                     | 220.000             | 299.000          |                  | 1.320            | -188.364      | Francisco Álvarez Cascos                                             |
| 09/1994    |            | Parte Pedro Septiem.                                           |                     | 40.000              | 259.000          |                  | 240              | -188.604      | Pedro Arriola                                                        |
| 10/1994    |            | Entrega Piñeiro                                                | 15.000.000          |                     | 15.259.000       | 90.000           |                  | -98.604       | Angel Piñeiro                                                        |
| 10/1994    |            | PAC Octubre                                                    |                     | 220.000             | 15.039.000       |                  | 1.320            | -99.924       | Francisco Álvarez Cascos                                             |
| 11/1994    |            | Jaime Ign. (Sep. y Oct.)                                       |                     | 600.000             | 14.439.000       |                  | 3.600            | -103.524      | Jaime Ignacio del Burgo                                              |
| 11/1994    |            | Pedro Octubre                                                  |                     | 1.690.000           | 12.749.000       |                  | 10.140           | -113.664      | Pedro Arriola                                                        |
| 11/1994    |            | Pedro Trab.ex.Octubre                                          |                     | 1.000.000           | 11.749.000       |                  | 6.000            | -119.664      | Pedro Arriola                                                        |
| 11/1994    |            | PAC Noviembre                                                  |                     | 220.000             | 11.529.000       |                  | 1.320            | -120.984      | Francisco Álvarez Cascos                                             |
| 12/1994    |            | J.A. Sanchez                                                   |                     | 400.000             | 11.129.000       |                  | 2.400            | -123.384      | J.A. Sanchez                                                         |
| 01/1995    |            | Saldo anterior                                                 |                     |                     | 4.559.000        |                  |                  | -123.384      |                                                                      |
| 01/1995    |            | Entrega a Salvador                                             |                     | 2.150.000           | 2.409.000        |                  | 12.900           | -136.284      | Salvador                                                             |
| 01/1995    |            | PAC Enero                                                      |                     | 228.000             | 2.181.000        |                  | 1.368            | -137.652      | Francisco Álvarez Cascos                                             |
| 02/1995    |            | Entrega Angel P.                                               | 15.000.000          |                     | 17.181.000       | 90.000           |                  | -47.652       | Angel Piñeiro                                                        |
| 02/1995    |            | Pedro enero                                                    |                     | 1.000.000           | 16.181.000       |                  | 6.000            | -53.652       | Pedro Arriola                                                        |
| 02/1995    |            | Pedro enero                                                    |                     | 1.765.000           | 14.416.000       |                  | 10.590           | -64.242       | Pedro Arriola                                                        |
| 03/1995    |            | Pedro Febrero                                                  |                     | 1.000.000           | 13.416.000       |                  | 6.000            | -70.242       | Pedro Arriola                                                        |
| 03/1995    |            | Pedro Febrero                                                  |                     | 1.765.000           | 11.651.000       |                  | 10.590           | -80.832       | Pedro Arriola                                                        |
| 03/1995    |            | PAC Febrero                                                    |                     | 228.000             | 11.423.000       |                  | 1.368            | -82.200       | Francisco Álvarez Cascos                                             |
| 03/1995    |            | Jaime I.(enero y febrer.)                                      |                     | 600.000             | 10.823.000       |                  | 3.600            | -85.800       | Jaime Ignacio del Burgo                                              |
| 03/1995    |            | Recargo Iv.Ib. de fir                                          |                     | 178.000             | 10.645.000       |                  | 1.068            | -86.868       |                                                                      |
| 03/1995    |            | PAC Marzo                                                      |                     | 228.000             | 10.417.000       |                  | 1.368            | -88.236       | Francisco Álvarez Cascos                                             |
| 04/1995    |            | Entrega a J.M.Orti                                             |                     | 300.000             | 10.117.000       |                  | 1.800            | -90.036       | J.M. Orti.                                                           |
| 04/1995    |            | Pedro Marzo                                                    |                     | 1.000.000           | 9.117.000        |                  | 6.000            | -96.036       | Pedro Arriola                                                        |
| 04/1995    |            | Pedro Marzo                                                    |                     | 1.765.000           | 7.352.000        |                  | 10.590           | -106.626      | Pedro Arriola                                                        |
| 04/1995    |            | Entrega Angel P-                                               | 5.000.000           |                     | 12.352.000       | 30.000           |                  | -76.626       | Angel Piñeiro                                                        |
| 04/1995    |            | PAC Abril                                                      |                     | 228.000             | 12.124.000       |                  | 1.368            | -77.994       | Francisco Álvarez Cascos                                             |
| 05/1995    |            | Jaime I.(Mar. y Abril)                                         |                     | 600.000             | 11.524.000       |                  | 3.600            | -81.594       | Jaime Ignacio del Burgo                                              |
| 05/1995    |            | Entrega Angel Piñeiro                                          | 4.000.000           |                     | 15.524.000       | 24.000           |                  | -57.594       | Angel Piñeiro                                                        |
| 05/1995    |            | Pedro Abril                                                    |                     | 100.000             | 14.524.000       |                  | 600              | -58.194       | Pedro Arriola                                                        |
| 05/1995    |            | Pedro Abril                                                    |                     | 1.765.000           | 12.759.000       |                  | 10.590           | -68.784       | Pedro Arriola                                                        |
| 05/1995    |            | Entrega Angel P.                                               | 8.000.000           |                     | 20.759.000       | 48.000           |                  | -20.784       | Angel Piñeiro                                                        |
| 06/1995    |            | PAC Mayo                                                       |                     | 228.000             | 20.531.000       |                  | 1.368            | -22.152       | Francisco Álvarez Cascos                                             |
| 06/1995    |            | Pedro Mayo                                                     | 1.000.000           |                     | 19.531.000       | 6.000            |                  | -16.152       | Pedro Arriola                                                        |
| 06/1995    |            | Pedro Mayo                                                     | 1.765.000           |                     | 17.766.000       | 10.590           |                  | -5.562        | Pedro Arriola                                                        |
| 06/1995    |            | Entrega Angel P.                                               | 4.000.000           |                     | 21.766.000       | 24.000           |                  | 18.438        | Angel Piñeiro                                                        |
| 06/1995    |            | Jaime I (Mayo y Junio)                                         |                     | 600.000             | 21.166.000       |                  | 3.600            | 14.838        | Jaime Ignacio del Burgo                                              |
| 07/1995    |            | Pedro Junio                                                    |                     | 1.000.000           | 20.166.000       |                  | 6.000            | 8.838         | Pedro Arriola                                                        |
| 07/1995    |            | Pedro Junio                                                    |                     | 1.765.000           | 18.401.000       |                  | 10.590           | -1.752        | Pedro Arriola                                                        |
| 07/1995    |            | PAC Junio                                                      |                     | 228.000             | 18.173.000       |                  | 1.368            | -3.120        | Francisco Álvarez Cascos                                             |
| 07/1995    |            | Entrega J.M.Orti                                               |                     | 300.000             | 17.873.000       |                  | 1.800            | -4.920        | J.M. Orti.                                                           |
| 07/1995    |            | J.A. Sanchez (M.A. Rod)                                        |                     | 300.000             | 17.573.000       |                  | 1.800            | -6.720        | J.A. Sanchez                                                         |
| 07/1995    |            | PAC Julio                                                      |                     | 228.000             | 17.345.000       |                  | 1.368            | -8.088        | Francisco Álvarez Cascos                                             |
| 07/1995    |            | Entrega PAC                                                    | 4.000.000           |                     | 21.345.000       | 24.000           |                  | 15.912        | Francisco Álvarez Cascos                                             |
| 07/1995    |            | Pedro Julio                                                    |                     | 1.000.000           | 20.345.000       |                  | 6.000            | 9.912         | Pedro Arriola                                                        |
| 07/1995    |            | Pedro Julio                                                    |                     | 1.765.000           | 18.580.000       |                  | 10.590           | -678          | Pedro Arriola                                                        |
| 09/1995    |            | PAC Agosto                                                     |                     | 228.000             | 18.352.000       |                  | 1.368            | -2.046        | Francisco Álvarez Cascos                                             |
| 09/1995    |            | Pedro Agosto                                                   |                     | 1.000.000           | 17.352.000       |                  | 6.000            | -8.046        | Pedro Arriola                                                        |
| 09/1995    |            | Pedro Agosto                                                   |                     | 1.765.000           | 15.587.000       |                  | 10.590           | -18.636       | Pedro Arriola                                                        |
| 09/1995    |            | Entrega J.M.Orti                                               |                     | 300.000             | 15.287.000       |                  | 1.800            | -20.436       | J.M. Orti.                                                           |
| 10/1995    |            | PAC Septiembre                                                 |                     | 228.000             | 15.059.000       |                  | 1.368            | -21.804       | Francisco Álvarez Cascos                                             |
| 10/1995    |            | Pedro Septiembre                                               |                     | 1.000.000           | 1.405.900        |                  | 6.000            | -27.804       | Pedro Arriola                                                        |
| 10/1995    |            | Pedro Septiembre                                               |                     | 1.765.000           | 12.294.000       |                  | 10.590           | -38.394       | Pedro Arriola                                                        |
| 11/1995    |            | Pedro Octubre                                                  |                     | 1.000.000           | 11.294.000       |                  | 6.000            | -44.394       | Pedro Arriola                                                        |
| 11/1995    |            | Pedro Octubre                                                  |                     | 1.765.000           | 9.529.000        |                  | 10.590           | -54.984       | Pedro Arriola                                                        |
| 11/1995    |            | PAC Octubre                                                    |                     | 228.000             | 9.301.000        |                  | 1.368            | -56.352       | Francisco Álvarez Cascos                                             |
| 11/1995    |            | Jaime I (Jul.Ag.Sep.fin)                                       |                     | 900.000             | 8.401.000        |                  | 5.400            | -61.752       | Jaime Ignacio del Burgo                                              |
| 11/1995    |            | Entrega Angel P.                                               | 5.000.000           |                     | 13.401.000       | 30.000           |                  | -31.752       | Angel Piñeiro                                                        |
| 12/1995    |            | PAC Noviembre                                                  |                     | 228.000             | 13.173.000       |                  | 1.368            | -33.120       | Francisco Álvarez Cascos                                             |
| 01/1996    |            | saldo anterior                                                 |                     |                     | 12.115.000       |                  |                  | -33.120       |                                                                      |
| 01/1996    |            | PAC enero                                                      |                     | 236.000             | 11.879.000       |                  | 1.416            | -34.536       | Francisco Álvarez Cascos                                             |
| 01/1996    |            | Pedro                                                          |                     | 1.000.000           | 10.879.000       |                  | 6.000            | -40.536       | Pedro Arriola                                                        |
| 01/1996    |            | Pedro                                                          |                     | 176.500             | 9.114.000        |                  | 1.059            | -41.595       | Pedro Arriola                                                        |
| 02/1996    |            | PAC febrero                                                    |                     | 236.000             | 8.878.000        |                  | 1.416            | -43.011       | Francisco Álvarez Cascos                                             |
| 02/1996    |            | Pedro                                                          |                     | 1.000.000           | 7.878.000        |                  | 6.000            | -49.011       | Pedro Arriola                                                        |
| 02/1996    |            | Pedro                                                          |                     | 1.765.000           | 6.113.000        |                  | 10.590           | -59.601       | Pedro Arriola                                                        |
| 03/1996    |            | PAC marzo                                                      |                     | 236.000             | 5.877.000        |                  | 1.416            | -61.017       | Francisco Álvarez Cascos                                             |
| 03/1996    |            | Pedro                                                          |                     | 1.000.000           | 4.877.000        |                  | 6.000            | -67.017       | Pedro Arriola                                                        |
| 03/1996    |            | Pedro                                                          |                     | 1.765.000           | 3.112.000        |                  | 10.590           | -77.607       | Pedro Arriola                                                        |
| 04/1996    |            | Pedro Abril                                                    |                     | 236.000             | 2.876.000        |                  | 1.416            | -79.023       | Pedro Arriola                                                        |
| 05/1996    |            | Entrega PAC                                                    | 8.000.000           |                     | 10.876.000       | 48.000           |                  | -31.023       | Francisco Álvarez Cascos                                             |
| 05/1996    |            | Pedro Abril                                                    |                     | 1.350.000           | 9.526.000        |                  | 8.100            | -39.123       | Pedro Arriola                                                        |
| 05/1996    |            | Pedro Abril                                                    |                     | 1.765.000           | 7.761.000        |                  | 10.590           | -49.713       | Pedro Arriola                                                        |
| 06/1996    |            | Pedro Mayo                                                     |                     | 1.350.000           | 6.411.000        |                  | 8.100            | -57.813       | Pedro Arriola                                                        |
| 06/1996    |            | Pedro Mayo                                                     |                     | 1.765.000           | 4.646.000        |                  | 10.590           | -68.403       | Pedro Arriola                                                        |
| 06/1996    |            | PAC Mayo                                                       |                     | 236.000             | 4.410.000        |                  | 1.416            | -69.819       | Francisco Álvarez Cascos                                             |
| 06/1996    |            | PAC junio                                                      |                     | 236.000             | 4.174.000        |                  | 1.416            | -71.235       | Francisco Álvarez Cascos                                             |
| 07/1996    |            | Pedro Junio                                                    |                     | 1.350.000           | 2.824.000        |                  | 8.100            | -79.335       | Pedro Arriola                                                        |
| 07/1996    |            | Pedro Junio                                                    |                     | 1.765.000           | 1.059.000        |                  | 10.590           | -89.925       | Pedro Arriola                                                        |
| 09/1996    |            | PAC Julio                                                      |                     | 236.000             | 823.000          |                  | 1.416            | -91.341       | Francisco Álvarez Cascos                                             |
| 09/1996    |            | PAC Agosto                                                     |                     | 236.000             | 587.000          |                  | 1.416            | -92.757       | Francisco Álvarez Cascos                                             |
| 10/1996    |            | PAC Septiembre                                                 |                     | 236.000             | 351.000          |                  | 1.416            | -94.173       | Francisco Álvarez Cascos                                             |
| 11/1996    |            | PAC Octubre                                                    |                     | 236.000             | 115.000          |                  | 1.416            | -95.589       | Francisco Álvarez Cascos                                             |
| 8/1/1997   |            | Galicia                                                        | 5.000.000           |                     |                  | 30.000           |                  | -65.589       |                                                                      |
| 9/1/1997   |            | Are (Mayo/Dic.)                                                |                     | 3.200.000           | 1.800.000        |                  | 19.200           | -84.789       |                                                                      |
| 24/01/1997 |            | Sant. L.                                                       | 10.000.000          |                     |                  | 60.000           |                  | -24.789       | Sant. L.                                                             |
| 29/01/1997 |            | R. (Mayo/Dic.)                                                 |                     | 3.000.000           |                  |                  | 18.000           | -42.789       | R.                                                                   |
| 24/02/1997 |            | P.A. (Mayo/Dic.)                                               |                     | 4.400.000           |                  |                  | 26.400           | -69.189       | Francisco Álvarez Cascos                                             |
| 24/02/1997 |            | M.R. (Mayo/Dic)                                                |                     | 2.800.000           |                  |                  | 16.800           | -85.989       | Mariano Rajoy                                                        |
| 28/02/1997 |            | Galicia                                                        | 1.992.200           |                     |                  | 11.953           |                  | -74.036       |                                                                      |
| 4/3/1997   |            | J.M. (Mayo/Dic.)                                               |                     | 2.800.000           |                  |                  | 16.800           | -90.836       | J.M.                                                                 |
| 24/04/1997 |            | Galicia (O.C.)                                                 | 3.000.000           |                     | 3.792.200        | 18.000           |                  | -72.836       |                                                                      |
| 05/1997    |            | entrega PAC                                                    | 10.000.000          |                     | 10.115.000       | 60.000           |                  | -12.836       | Francisco Álvarez Cascos                                             |
| 05/1997    |            | a Pedro a Cta.regulariz.                                       |                     | 10.000.000          | 115.000          |                  | 60.000           | -72.836       | Pedro Arriola                                                        |
| 5/5/1997   |            | R. (Enero / Junio 97)                                          |                     | 2.280.000           |                  |                  | 13.680           | -86.516       | R.                                                                   |
| 8/7/1997   |            | López H.                                                       | 15.000.000          |                     |                  | 90.000           |                  | 3.484         | López H.                                                             |
| 8/7/1997   |            | Are (Enero/Junio 97)                                           |                     | 2.400.000           |                  |                  | 14.400           | -10.916       |                                                                      |
| 9/7/1997   |            | P.A. (Enero/Junio 97)                                          |                     | 3.300.000           |                  |                  | 19.800           | -30.716       | Francisco Álvarez Cascos                                             |
| 15/07/1997 |            | M. R. (Enero / Junio 97)                                       |                     | 2.100.000           |                  |                  | 12.600           | -43.316       | Mariano Rajoy                                                        |
| 21/07/1997 |            | J.M. (Enero / Junio 97)                                        |                     | 2.100.000           |                  |                  | 12.600           | -55.916       | J.M.                                                                 |
| 09/1997    |            | entrega PAC                                                    | 10.000.000          |                     | 10.115.000       | 60.000           |                  | 4.084         | Francisco Álvarez Cascos                                             |
| 09/1997    |            | entrega Ramon                                                  | 7.000.000           |                     | 17.115.000       | 42.000           |                  | 46.084        | Ramon                                                                |
| 10/1997    |            | PAC de nov.96 a sep.97                                         |                     | 2.650.000           | 14.465.000       |                  | 15.900           | 30.184        | Francisco Álvarez Cascos                                             |
| 10/1997    |            | a Pedro a Cta.regulariz.                                       |                     | 10.000.000          | 4.465.000        |                  | 60.000           | -29.816       | Pedro Arriola                                                        |
| 23/10/1997 |            | M.A.R.                                                         |                     | 1.500.000           |                  |                  | 9.000            | -38.816       | Miguel Ángel Rodríguez                                               |
| 18/11/1997 |            | R. (Julio / Dic. 97)                                           |                     | 2.280.000           | 2.832.200        |                  | 13.680           | -52.496       | R.                                                                   |
| 24/11/1997 |            | P.A. (Julio / Dic. 97)                                         |                     | 3.300.000           | 467.800          |                  | 19.800           | -72.296       | Francisco Álvarez Cascos                                             |
| 16/12/1997 |            | Galicia (O.C.)                                                 | 3.000.000           |                     |                  | 18.000           |                  | -54.296       |                                                                      |
| 22/12/1997 |            | M.R. (Jul. Dic. 97)                                            |                     | 2.100.000           | 432.200          |                  | 12.600           | -66.896       | Mariano Rajoy                                                        |
| 31/12/1997 |            | Acta Are (Julio-Dic.97)                                        |                     | 400.000             | 32.200           |                  | 2.400            | -69.296       | Javier Arenas                                                        |
| 31/12/1997 |            | Acta Are (Julio-Dic.97)                                        |                     | 2.000.000           |                  |                  | 12.000           | -81.296       | Javier Arenas                                                        |
| 01/1998    |            | PAC de oct. a Diciem 97                                        |                     | 726.000             | 3.739.000        |                  | 4.356            | -85.652       | Francisco Álvarez Cascos                                             |
| 4/2/1998   |            | Galicia (O.C.)                                                 | 3.000.000           |                     | 1.032.200        | 18.000           |                  | -67.652       |                                                                      |
|            |            | J.M. (Jul-Dic. 97)                                             |                     | 2.100.000           |                  |                  | 12.600           | -80.252       | J.M.                                                                 |
| 03/1998    |            | PAC de ener. a marzo 98                                        |                     | 741.000             | 3.739.000        |                  | 4.446            | -84.698       | Francisco Álvarez Cascos                                             |
| 04/1998    |            | Generales des                                                  | 5.000.000           |                     | 3.932.200        | 30.000           |                  | -54.698       |                                                                      |
| 05/1998    |            | Gre. (Rafael P.)                                               | 5.000.000           |                     | 8.932.000        | 30.000           |                  | -24.698       | Rafael P.                                                            |
| 05/1998    |            | Galicia (O.C.)                                                 | 3.000.000           |                     | 11.932.200       | 18.000           |                  | -6.698        |                                                                      |
| 05/1998    |            | Acta Arens (Enero- Junio 98)                                   |                     | 2.400.000           | 9.532.200        |                  | 14.400           | -21.098       | Javier Arenas                                                        |
| 06/1998    |            | PAC de abr.a junio 98                                          |                     | 741.000             | 2.257.000        |                  | 4.446            | -25.544       | Francisco Álvarez Cascos                                             |
| 06/1998    |            | Acta R. Rat (Enero-Junio 98)                                   |                     | 2.280.000           | 7.252.200        |                  | 13.680           | -39.224       | Rodrigo Rato                                                         |
| 06/1998    |            | Acta Paco A.C. (Enero- Junio 98                                |                     | 3.300.000           | 3.952.200        |                  | 19.800           | -59.024       | Francisco Álvarez Cascos                                             |
| 06/1998    |            | Acta Jaime (Enero- Junio 98)                                   |                     | 2.100.000           | 1.852.200        |                  | 12.600           | -71.624       | Jaime Mayor Oreja                                                    |
| 06/1998    |            | Acta M. Raj (Enero- Junio 98)                                  |                     | 2.100.000           | 247.800          |                  | 12.600           | -84.224       | Mariano Rajoy                                                        |
| 09/1998    |            | entrega de PAC                                                 | 5.000.000           |                     | 7.257.000        | 30.000           |                  | -54.224       | Francisco Álvarez Cascos                                             |
| 09/1998    |            | Acta J.A. de Julio a Dic.                                      |                     | 1.000.000           | 1.247.800        |                  | 6.000            | -60.224       | Javier Arenas                                                        |
| 11/1998    |            | De Málaga                                                      | 3.000.000           |                     | 1.752.200        | 18.000           |                  | -42.224       | de Málaga                                                            |
| 11/1998    |            | López Hierro                                                   | 4.000.000           |                     | 5.752.200        | 24.000           |                  | -18.224       | López Hierro                                                         |
| 11/1998    |            | J.A. (resto de Jul. A Dic.)                                    |                     | 1.400.000           |                  |                  | 8.400            | -26.624       | Javier Arenas                                                        |
| 12/1998    |            | M. Raj. (Julio a Dic.)                                         |                     | 2.100.000           |                  |                  | 12.600           | -39.224       | Mariano Rajoy                                                        |
| 12/1998    |            | R. Rat (Julio a Dic.)                                          |                     | 2.280.000           | 27.800           |                  | 13.680           | -52.904       | Rodrigo Rato                                                         |
| 12/1998    |            | A. Ga Pozu.                                                    | 4.000.000           |                     |                  | 24.000           |                  | -28.904       | Alfonso García Pozuelo                                               |
| 12/1998    |            | Jaime (Resto de Jul. A Dic.)                                   |                     | 2.100.000           |                  |                  | 12.600           | -41.504       | Jaime Mayor Oreja                                                    |
| 01/1999    |            | Moreno (A. de la P.)                                           | 1.000.000           |                     |                  | 6.000            |                  | -35.504       | A. de la P.                                                          |
| 02/1999    |            | Moreno (A. de la P.)                                           | 1.000.000           |                     |                  | 6.000            |                  | -29.504       | A. de la P.                                                          |
| 02/1999    |            | J. Ar. (liquidación a Enero)                                   |                     | 700.000             | 3.172.200        |                  | 4.200            | -33.704       | Javier Arenas                                                        |
| 04/1999    |            | De Málaga                                                      | 3.000.000           |                     |                  | 18.000           |                  | -15.704       | de Málaga                                                            |
| 04/1999    |            | Moreno (A. de la P.)                                           | 1.000.000           |                     |                  | 6.000            |                  | -9.704        | A. de la P.                                                          |
| 04/1999    |            | Lucio                                                          | 4.000.000           |                     |                  | 24.000           |                  | 14.296        | Lucio                                                                |
| 05/1999    |            | P. Crespo                                                      | 21.000.000          |                     |                  | 126.000          |                  | 140.296       | P. Crespo                                                            |
| 05/1999    |            | M. Rajoy (En.- Junio 99)                                       |                     | 2.100.000           |                  |                  | 12.600           | 127.696       | Mariano Rajoy                                                        |
| 05/1999    |            | Jaime M. (En. - Junio 99)                                      |                     | 2.100.000           |                  |                  | 12.600           | 115.096       | Jaime Mayor Oreja                                                    |
| 05/1999    |            | Acta Paco A.C. (Juli.-Dic.98)                                  |                     | 3.300.000           |                  |                  | 19.800           | 95.296        | Francisco Álvarez Cascos                                             |
| 05/1999    |            | Paco A.C. (En.-Junio 99)                                       |                     | 3.300.000           |                  |                  | 19.800           | 75.496        | Francisco Álvarez Cascos                                             |
| 05/1999    |            | R.Rato (En.-Junio 99)                                          |                     | 2.280.000           |                  |                  | 13.680           | 61.816        | Rodrigo Rato                                                         |
| 06/1999    |            | Javier Arenas (pagos varios)                                   |                     | 2.000.000           |                  |                  | 12.000           | 49.816        | Javier Arenas                                                        |
| 06/1999    |            | Moreno (A. de la P.)                                           | 1.000.000           |                     | 18.092.200       | 6.000            |                  | 55.816        | Moreno                                                               |
| 07/1999    |            | Entrega a Álvaro Lap.(País Vasco) para Abascal                 |                     | 2.000.000           | 16.092.200       |                  | 12.000           | 43.816        | Álvaro Lapuerta                                                      |
| 09/1999    |            | De Málaga                                                      | 3.000.000           |                     | 19.092.200       | 18.000           |                  | 61.816        |                                                                      |
| 10/1999    |            | R.Rato (2do Semestre 99)                                       |                     | 2.280.000           |                  |                  | 13.680           | 48.136        | Rodrigo Rato                                                         |
| 11/1999    |            | M. Rajoy (2do semestre 99)                                     |                     | 2.100.000           |                  |                  | 12.600           | 35.536        | Mariano Rajoy                                                        |
|            |            | Paco A.C. (2do semestre 99)                                    |                     | 3.300.000           |                  |                  | 19.800           | 15.736        |                                                                      |
|            |            | Jaime Mayor                                                    |                     | 2.100.000           | 9.312.200        |                  | 12.600           | 3.136         |                                                                      |
| 01/2000    |            | Moreno a A. de la P.                                           | 1.000.000           |                     | 10.312.100       | 6.000            |                  | 9.136         | Moreno a A. de la P.                                                 |
| 01/2000    |            | Lucio                                                          | 2.000.000           |                     | 12.312.200       | 12.000           |                  | 21.136        |                                                                      |
| 01/2000    |            | Alfonso Gª Pozuelo                                             | 300.000             |                     | 11.312.200       | 1.800            |                  | 22.936        |                                                                      |
| 02/2000    |            | De Málaga                                                      | 3.000.000           |                     | 20.312.200       | 18.000           |                  | 40.936        |                                                                      |
| 02/2000    |            | R. Palenc.                                                     | 4.000.000           |                     | 24.312.200       | 24.000           |                  | 64.936        |                                                                      |
| 03/2000    |            | Moreno a A. de la P.                                           | 1.500.000           |                     | 25.312.200       | 9.000            |                  | 73.936        | Moreno a A. de la P.                                                 |
| 04/2000    |            | 1º Trimestre R. Rato                                           |                     | 1.140.000           |                  |                  | 6.840            | 67.096        |                                                                      |
| 04/2000    |            | 1º Trimestre Mariano R.                                        |                     | 1.050.000           |                  |                  | 6.300            | 60.796        | Mariano Rajoy                                                        |
| 04/2000    |            | 1º Trimestre Jaime M                                           |                     | 1.050.000           |                  |                  | 6.300            | 54.496        |                                                                      |
| 04/2000    |            | 1º Trimestre P.A.C.                                            |                     | 1.650.000           |                  |                  | 9.900            | 44.596        | Francisco Álvarez Cascos                                             |
| 04/2000    |            | Regalos                                                        |                     | 593.500             |                  |                  | 3.561            | 41.035        |                                                                      |
| 05/2000    |            | Moreno                                                         | 1.000.000           |                     |                  | 6.000            |                  | 47.035        |                                                                      |
| 05/2000    |            | De Málaga                                                      | 3.000.000           |                     |                  | 18.000           |                  | 65.035        |                                                                      |
| 05/2000    |            | Moreno                                                         | 1.000.000           |                     |                  | 6.000            |                  | 71.035        |                                                                      |
| 06/2000    |            | Copa Crespo                                                    | 10.000.000          |                     |                  | 60.000           |                  | 131.035       |                                                                      |
| 07/2000    |            | Amigo diputados grupo                                          | 2.000.000           |                     |                  | 12.000           |                  | 143.035       |                                                                      |
| 07/2000    |            | 2º Trimestre Mariano R.                                        |                     | 1.050.000           |                  |                  | 6.300            | 136.735       | Mariano Rajoy                                                        |
| 07/2000    |            | 2º Trimestre Jaime M.                                          |                     | 1.050.000           |                  |                  | 6.300            | 130.435       |                                                                      |
| 07/2000    |            | Cancelación cto. Concejal Málaga                               |                     | 20.015.000          |                  |                  | 120.090          | 10.345        |                                                                      |
| 07/2000    |            | 2º Trimestre R. Rato                                           |                     | 1.140.000           |                  |                  | 6.840            | 3.505         |                                                                      |
| 07/2000    |            | Cancelac. Concejal Málaga Unicaja                              |                     | 160.000             |                  |                  | 960              | 2.545         |                                                                      |
| 07/2000    |            | Alfonso Gª Pozuelo                                             | 2.000.000           |                     |                  | 12.000           |                  | 14.545        |                                                                      |
| 07/2000    |            | Cancelación Cto. Concejal Durango                              |                     | 5.500.000           |                  |                  | 33.000           | -18.455       |                                                                      |
| 08/2000    |            | Acta. FEDERICO*                                                |                     | 2.000.000           | 21.233.700       |                  | 12.000           | -30.455       |                                                                      |
| 09/2000    |            | 2o Trimestre P.A.C.                                            |                     | 1.650.000           | 19.583.700       |                  | 9.900            | -40.355       |                                                                      |
| 09/2000    |            | Amigo diputado grupo (Jose Ma Rubio)                           | 1.000.000           |                     |                  | 6.000            |                  | -34.355       |                                                                      |
| 09/2000    |            | De Málaga                                                      | 3.000.000           |                     | 23.583.700       | 18.000           |                  | -16.355       |                                                                      |
| 10/2000    |            | Coche San Adriá                                                |                     | 3.795.000           |                  |                  | 22.770           | -39.125       |                                                                      |
| 11/2000    |            | 3o y 4o Trimestre R. Rato                                      |                     | 2.280.000           |                  |                  | 13.680           | -52.805       | Rodrigo Rato                                                         |
| 11/2000    |            | 3o y 4o Trimestre J. Mayor                                     |                     | 2.100.000           | 15.402.700       |                  | 12.600           | -65.405       |                                                                      |
| 11/2000    |            | De Málaga                                                      | 3.000.000           |                     |                  | 18.000           |                  | -47.405       |                                                                      |
| 11/2000    |            | De Alfonso Ga Poz                                              | 5.000.000           |                     | 23.408.700       | 30.000           |                  | -17.405       |                                                                      |
| 12/2000    |            | Lucio Moreno                                                   | 2.000.000           |                     |                  | 12.000           |                  | -5.405        |                                                                      |
| 12/2000    |            | Moreno                                                         | 1.000.000           |                     |                  | 6.000            |                  | 595           |                                                                      |
| 12/2000    |            | R. Palencia                                                    | 2.500.000           |                     | 28.908.700       | 15.000           |                  | 15.595        |                                                                      |
| 12/2000    |            | M. Rajoy 3o y 4o trimestre                                     |                     | 2.100.000           |                  |                  | 12.600           | 2.995         | Mariano Rajoy                                                        |
| 12/2000    |            | Paco A.C. 3o y 4o trimestre                                    |                     | 3.300.000           | 23.508.700       |                  | 19.800           | -16.805       |                                                                      |
|            |            | Saldo Anterior                                                 |                     |                     |                  |                  |                  | -16.805       |                                                                      |
| 01/2001    |            | J.M. Rubio                                                     | 1.000.000           |                     | 24.508.700       | 6.000            |                  | -10.805       |                                                                      |
| 01/2001    |            | Federico *                                                     |                     | 3.000.000           | 21.508.700       |                  | 18.000           | -28.805       |                                                                      |
| 01/2001    |            | Celicio Sanch. (Aguas)                                         | 5.000.000           |                     | 26.508.700       | 30.000           |                  | 1.195         |                                                                      |
| 02/2001    |            | J.M. Rubio                                                     | 2.000.000           |                     | 28.508.700       | 12.000           |                  | 13.195        |                                                                      |
| 03/2001    |            | Especial Jaime                                                 |                     | 1.000.000           | 27.508.700       |                  | 6.000            | 7.195         |                                                                      |
| 04/2001    |            | Málaga                                                         | 3.000.000           |                     | 30.508.700       | 18.000           |                  | 25.195        |                                                                      |
| 04/2001    |            | J.M. Rubio                                                     | 5.000.000           |                     | 35.508.700       | 30.000           |                  | 55.195        |                                                                      |
| 04/2001    |            | 1º Semestre 2001 Mariano                                       |                     | 2.100.000           | 33.408.700       |                  | 12.600           | 42.595        | Mariano Rajoy                                                        |
| 04/2001    |            | Moreno                                                         | 1.000.000           |                     | 34.408.700       | 6.000            |                  | 48.595        |                                                                      |
| 04/2001    |            | Federico (resto 2000) *                                        |                     | 1.361.000           | 33.047.700       |                  | 8.166            | 40.429        |                                                                      |
| 04/2001    |            | País Vasco Mª Eug. Rico (Álvaro)                               |                     | 450.000             |                  |                  | 2.700            | 37.729        |                                                                      |
| 05/2001    |            | 1º Semestre 2001 Rodrigo                                       |                     | 2.280.000           | 30.317.700       |                  | 13.680           | 24.049        |                                                                      |
| 06/2001    |            | Málaga                                                         | 3.000.000           |                     |                  | 18.000           |                  | 42.049        |                                                                      |
| 06/2001    |            | 1º Semestre 2001 Jaime                                         |                     | 2.100.000           | 31.217.700       |                  | 12.600           | 29.449        |                                                                      |
| 07/2001    |            | Jaime Ignacio                                                  |                     | 500.000             |                  |                  | 3.000            | 26.449        |                                                                      |
| 07/2001    |            | Concejal Viuda Francisco Cano (Barcelona)                      |                     | 3.000.000           | 27.717.700       |                  | 18.000           | 8.449         |                                                                      |
| 07/2001    |            | 1º Semestre Paco Álv-Cascos                                    |                     | 3.300.000           | 24.717.700       |                  | 19.800           | -11.351       |                                                                      |
| 07/2001    |            | Federico correspondiente a 2001 *                              |                     | 3.000.000           | 21.417.700       |                  | 18.000           | -29.351       |                                                                      |
| 09/2001    | Septiembre | Deuda Tenerife telemarketing                                   |                     | 4.600.000           | 16.817.700       |                  | 27.600           | -56.951       |                                                                      |
| 09/2001    | Septiembre | 2º Semestre 2001 Rodrigo R.                                    |                     | 2.280.000           | 14.537.700       |                  | 13.680           | -70.631       |                                                                      |
| 09/2001    | Septiembre | 2º Semestre 2001Mariano                                        |                     | 2.100.000           | 12.437.700       |                  | 12.600           | -83.231       | Mariano Rajoy                                                        |
| 11/2001    | Noviembre  | 2º Semestre 2001 Paco A.Cascos                                 |                     | 3.300.000           | 9.137.700        |                  | 19.800           | -103.031      |                                                                      |
| 11/2001    | Noviembre  | Liquidación Linaza (León)                                      |                     | 2.500.000           | 6.637.700        |                  | 15.000           | -118.031      |                                                                      |
| 12/2001    | Diciembre  | Resto año 2001 Federico Trillo *                               |                     | 3.000.000           |                  |                  | 18.000           | -136.031      |                                                                      |
| 12/2001    | Diciembre  | A Pio García Escudero (devol. Antic. Atentado)                 |                     | 1.000.000           |                  |                  | 6.000            | -142.031      |                                                                      |
| 12/2001    | Diciembre  | Federico                                                       |                     | 500.000             |                  |                  | 3.000            | -145.031      |                                                                      |
| 12/2001    | Diciembre  | A Jaime Mayor                                                  |                     | 2.000.000           | 137.700          |                  | 12.000           | -157.031      |                                                                      |
| 2002       |            | Aportación Manuel Contreras                                    | 60.000,00           |                     | 60.000,00        | 60.000           |                  | -97.031       | Manuel Contreras                                                     |
|            |            | Liq. 2001 Federico                                             |                     | 19.470,00           |                  |                  | 19.470           | -116.501      | Federico Trillo                                                      |
|            |            | 1º Semestre 2002 Mariano ...                                   |                     | 12.620,00           |                  |                  | 12.620           | -129.121      | Mariano Rajoy                                                        |
|            |            | 1º Semestre 2002 Rodrigo                                       |                     | 13.700,00           |                  |                  | 13.700           | -142.821      | Rodrigo Rato                                                         |
|            |            | Jose Luis S.                                                   | 50.000,00           |                     |                  | 50.000           |                  | -92.821       | Jose Luis S.                                                         |
|            |            | Entrega Amparo Bordá (Jaime)                                   |                     | 15.000,00           |                  |                  | 15.000           | -107.821      | Alfonso García Pozuelo                                               |
|            |            | M. Contreras                                                   | 30.000,00           |                     |                  | 30.000           |                  | -77.821       | M. Contreras                                                         |
|            |            | 1º Semestre Cascos                                             |                     | 19.860,00           | 59.350,00        |                  | 19.860           | -97.681       | J.M. Fernández Rubio                                                 |
|            |            | Alfonso Gª Poz.                                                | 24000               |                     |                  | 24.000           |                  | -73.681       | Jose luis                                                            |
|            |            | Jaime (Basta Ya)                                               |                     | 3005                |                  |                  | 3.005            | -76.686       | Jaime Mayor Oreja (Basta Ya)                                         |
|            |            | J. M. Fdez Rubio                                               | 18000               |                     | 98345            | 18.000           |                  | -58.686       | J.M. Fernández Rubio                                                 |
| 07/2002    |            | Jose Luis                                                      | 100000              |                     | 198345           | 100.000          |                  | 41.314        |                                                                      |
| 07/2002    |            | Pedro Arriola                                                  |                     | 60000               |                  |                  | 60.000           | -18.686       | Pedro Arriola                                                        |
| 07/2002    |            | J.M. Fernández Rubio                                           | 18000               |                     |                  | 18.000           |                  | -686          | J.M. Fernández Rubio                                                 |
| 07/2002    |            | Jaime Mayor                                                    |                     | 7500                | 148845           |                  | 7.500            | -8.186        | Jaime Mayor Oreja                                                    |
| 07/2002    |            | 1º semestre Federico                                           |                     | 27760               |                  |                  | 27.760           | -35.946       | Federico Trillo                                                      |
| 07/2002    |            | Liquidación Javier                                             |                     | 3050                |                  |                  | 3.050            | -38.996       | Javier                                                               |
| 07/2002    |            | Mes de julio Javier                                            |                     | 3300                |                  |                  | 3.300            | -42.296       | Javier                                                               |
| 09/2002    |            | 2º semestre Rodrigo                                            |                     | 13700               | 101035           |                  | 13.700           | -55.996       | Rodrigo Rato                                                         |
| 09/2002    |            | Jose Luis                                                      | 100000              |                     | 201035           | 100.000          |                  | 44.004        | Jose Luis                                                            |
| 09/2002    |            | Mes de Agosto y Sept. Javier                                   |                     | 6600                |                  |                  | 6.600            | 37.404        | Javier                                                               |
| 09/2002    |            | 2º Semestre Mariano                                            |                     | 12620               | 181815           |                  | 12.620           | 24.784        | Mariano Rajoy                                                        |
| 10/2002    |            | 2º Semestre Cascos                                             |                     | 19860               |                  |                  | 19.860           | 4.924         | Francisco Álvarez Cascos                                             |
| 10/2002    |            | Oct. Nov. Dic Javier                                           |                     | 9900                |                  |                  | 9.900            | -4.976        | Javier                                                               |
| 10/2002    |            | 2º Semestre Federico                                           |                     | 27760               |                  |                  | 27.760           | -32.736       | Federico Trillo                                                      |
| 10/2002    |            | Extra 15º Javier                                               |                     | 8400                | 115895           |                  | 8.400            | -41.136       | Javier                                                               |
| 11/2002    |            | Pedro Arriola                                                  |                     | 100000              | 15895            |                  | 100.000          | -141.136      | Pedro Arriola                                                        |
| 12/2002    |            | A Javier Arenas                                                |                     | 12000               | 3895             |                  | 12.000           | -153.136      | Javier Arenas                                                        |
| 12/2002    |            | A Euroconsumo                                                  |                     | 4500                |                  |                  | 4.500            | -157.636      | Euroconsumo                                                          |
| 12/2002    |            | De J. M. F. Rubio                                              | 18000               |                     |                  | 18.000           |                  | -139.636      | J.M. Fernández Rubio                                                 |
| 12/2002    |            | A Jaime Mayor                                                  |                     | 12000               | 5395             |                  | 12.000           | -151.636      | Jaime Mayor Oreja                                                    |
| 12/2002    |            | A c/c donativos B. Vitor.                                      |                     | 5395                |                  |                  | 5.395            | -157.031      | B. Vitor.                                                            |
| 16/01/2003 |            | M. Contreras                                                   | 60000               |                     |                  | 60.000           |                  | -97.031       | M. Contreras                                                         |
| 4/2/2003   |            | J.L.Sánchez                                                    | 100000              |                     | 160000           | 100.000          |                  | 2.969         | J. L. Sánchez                                                        |
| 02/2003    |            | 1º Semestre Javier (3300/mes)                                  |                     | 19800               |                  |                  | 19.800           | -16.831       | Javier                                                               |
| 02/2003    |            | 1º Semestre Rodrigo R.                                         |                     | 13700               |                  |                  | 13.700           | -30.531       | Rodrigo Rato                                                         |
| 6/2/2003   |            | Rubio                                                          | 18000               |                     |                  | 18.000           |                  | -12.531       | Rubio                                                                |
| 6/2/2003   |            | Camilo (Sisocia)                                               | 60000               |                     |                  | 60.000           |                  | 47.469        | Camilo Sisovia                                                       |
| 24/02/2003 |            | 1º Semestre Mariano                                            |                     | 12620               |                  |                  | 12.620           | 34.849        | Mariano Rajoy                                                        |
| 27/02/2003 |            | 1º Semestre Paco                                               |                     | 19860               |                  |                  | 19.860           | 14.989        | Paco                                                                 |
| 3/3/2003   |            | Ángel Salado                                                   | 60000               |                     |                  | 60.000           |                  | 74.989        | Ángel Salado                                                         |
| 4/3/2003   |            | Donativo a Euroconsumo                                         |                     | 1100                |                  |                  | 1.100            | 73.889        | Euroconsumo                                                          |
| 11/3/2003  |            | Copisa / Socique                                               | 100000              |                     | 270920           | 100.000          |                  | 173.889       | Copisa Socique                                                       |
| 27/03/2003 |            | Pedro Arriola                                                  |                     | 120000              | 150920           |                  | 120.000          | 53.889        | Pedro Arriola                                                        |
| 31/03/2003 |            | Comunicación                                                   |                     | 4100                | 146820           |                  | 4.100            | 49.789        |                                                                      |
| 31/03/2003 |            | Jose L. Moreno                                                 | 6000                |                     | 152820           | 6.000            |                  | 55.789        | Jose L. Moreno                                                       |
| 2/4/2003   |            | M. Contreras                                                   | 60000               |                     | 212820           | 60.000           |                  | 115.789       | M. Contreras                                                         |
| 2/4/2003   |            | A Matas para piso                                              |                     | 8400                |                  |                  |                  | 115.789       | Jaume Matas piso                                                     |
| 24/04/2003 |            | Aldesa                                                         | 18000               |                     |                  | 18.000           |                  | 133.789       | Aldesa                                                               |
| 29/04/2003 |            | Teofila Martínez                                               |                     | 30000               |                  |                  | 30.000           | 103.789       | Teofila Martínez                                                     |
| 30/04/2003 |            | Jerez (el Lili)                                                |                     | 6000                |                  |                  | 6.000            | 97.789        | Jerez El Lili                                                        |
| 5/5/2003   |            | De Javier (L. del R.)                                          | 100000              |                     |                  | 100.000          |                  | 197.789       | Javier L. del R.                                                     |
| 13/05/2003 |            | Polo/Llorens                                                   | 30000               |                     |                  | 30.000           |                  | 227.789       | Polo Llorens                                                         |
| 6/5/2003   |            | Copisa / Socique                                               | 100000              |                     |                  | 100.000          |                  | 327.789       | Copisa Socique                                                       |
| 25/05/2003 |            | Rubio                                                          | 18000               |                     | 431420           | 18.000           |                  | 345.789       | Rubio                                                                |
| 2/6/2003   |            | Lérida (J.I. Llorens)                                          |                     | 6000                | 428420           |                  | 6.000            | 339.789       | J. I. Llorens Lérida                                                 |
| 16/06/2003 |            | J.L. Sánchez                                                   | 100000              |                     |                  | 100.000          |                  | 439.789       | J. L. Sánchez                                                        |
| 17/06/2003 |            | Liquidación Arriola                                            |                     | 161000              | 367420           |                  | 161.000          | 278.789       | Pedro Arriola                                                        |
| 25/06/2003 |            | M. Contreras                                                   | 120000              |                     |                  | 120.000          |                  | 398.789       | M. Contreras                                                         |
| 1/7/2003   |            | Federico año 2003 completo                                     |                     | 36000               |                  |                  | 36.000           | 362.789       | Federico Trillo                                                      |
| 2/7/2003   |            | Rubio                                                          | 30000               |                     | 481420           | 30.000           |                  | 392.789       | Rubio                                                                |
| 8/7/2003   |            | Pio Gª (15ºpaga)                                               |                     | 6000                |                  |                  | 6.000            | 386.789       | Pío García Escudero                                                  |
| 16/07/2003 |            | 2º Semestre Rodrigo                                            |                     | 13700               |                  |                  | 13.700           | 373.089       | Rodrigo Rato                                                         |
| 16/07/2003 |            | 2º Semestre Javier                                             |                     | 19800               |                  |                  | 19.800           | 353.289       | Javier                                                               |
| 16/07/2003 |            | Paco Álvarez (2º Semestre)                                     |                     | 19800               |                  |                  | 19.800           | 333.489       | Francisco Álvarez Cascos                                             |
| 16/07/2003 |            | 2º Semestre Mariano                                            |                     | 12600               | 409520           |                  | 12.600           | 320.889       | Mariano Rajoy                                                        |
| 29/07/2003 |            | Jaime Mayor                                                    |                     | 7500                | 402020           |                  | 7.500            | 313.389       | Jaime Mayor Oreja                                                    |
| 11/9/2003  |            | J.L. Sánchez                                                   | 100000              |                     | 502020           | 100.000          |                  | 413.389       | J. L. Sánchez                                                        |
| 15/09/2003 |            | Reloj Javier Arenas                                            |                     | 700                 |                  |                  | 700              | 412.689       | Javier Arenas Reloj                                                  |
| 26/09/2003 |            | Ingresado en Banco Vitoria                                     |                     | 50000               | 451320           |                  | 50.000           | 362.689       | Banco Vitoria Ingresado                                              |
| 3/10/2003  |            | Manuel Contreras                                               | 120000              |                     |                  | 120.000          |                  | 482.689       | Manuel Contreras                                                     |
| 6/10/2003  |            | Ingresado en Banco Vitoria                                     |                     | 120000              | 451320           |                  | 120.000          | 362.689       | Banco Vitoria Ingresado                                              |
| 22/10/2003 |            | Guillermo Contreras                                            | 30000               |                     |                  | 30.000           |                  | 392.689       | Guillermo Contreras                                                  |
| 23/10/2003 |            | Eug. Nasarre (Humanismo y D.)                                  |                     | 30000               | 451320           |                  | 30.000           | 362.689       | Eug. Nasarre (Humanismo d.)                                          |
| 17/11/2003 |            | J.L.Sánchez (otros 100 a Javier)                               | 100000              |                     | 551320           | 100.000          |                  | 462.689       | J. L. Sánchez Javier                                                 |
| 18/11/2003 |            | Extra 15º Mariano Rajoy                                        |                     | 8420                | 542920           |                  | 8.420            | 454.269       | Mariano Rajoy                                                        |
| 2/12/2003  |            | Entrega a Javier Rojas                                         |                     | 198000              | 344900           |                  | 198.000          | 256.269       | Javier Rojas Entrega                                                 |
| 4/12/2003  |            | Alfonso Gª Pozuelo                                             | 60000               |                     | 404900           | 60.000           |                  | 316.269       | Alfonso García Pozuelo                                               |
| 10/12/2003 |            | Rubio                                                          | 24000               |                     | 428900           | 24.000           |                  | 340.269       | Rubio                                                                |
| 12/12/2003 |            | Camilo                                                         | 90000               |                     | 518900           | 90.000           |                  | 430.269       | Camilo Sisovia                                                       |
| 17/12/2003 |            | Jaime Mayor                                                    |                     | 12000               | 506900           |                  | 12.000           | 418.269       | Jaime Mayor Oreja                                                    |
| 7/1/2004   |            | Ingresos en B. Vitoria                                         |                     | 206900              | 300000           |                  | 206.900          | 211.369       | B. Vitoria Ingresos en                                               |
| 8/1/2004   |            | 1º Trimestre Rodrigo Rato                                      |                     | 6850                |                  |                  | 6.850            | 204.519       | Rodrigo Rato 2004                                                    |
| 12/1/2004  |            | Aldesa                                                         | 24000               |                     |                  | 24.000           |                  | 228.519       | Aldesa                                                               |
| 14/01/2004 |            | 1º Trimestre J. Arenas                                         |                     | 9900                |                  |                  | 9.900            | 218.619       | Javier Arenas 2004 1º Trimestre                                      |
| 22/01/2004 |            | M. Contreras                                                   | 120000              |                     |                  | 120.000          |                  | 338.619       | M. Contreras                                                         |
| 01/2004    |            | Fund. Hum. Y D. (Pin)                                          |                     | 40000               |                  |                  | 40.000           | 298.619       | Fund. Hum. Y D. Pin                                                  |
| 5/2/2004   |            | Elvira                                                         |                     | 6000                |                  |                  | 6.000            | 292.619       | Elvira                                                               |
| 5/2/2004   |            | Aldesa                                                         | 48000               |                     | 429250           | 48.000           |                  | 340.619       | Aldesa                                                               |
| 10/2/2004  |            | Ana Palacios                                                   |                     | 6000                |                  |                  | 6.000            | 334.619       | Ana Palacios                                                         |
| 10/2/2004  |            | Pilar Castillo                                                 |                     | 6000                |                  |                  | 6.000            | 328.619       | Pilar del Castillo                                                   |
| 10/2/2004  |            | Cantabria                                                      |                     | 60000               |                  |                  | 60.000           | 268.619       | Cantabria                                                            |
| 10/2/2004  |            | 1º Trimestre Mariano                                           |                     | 6300                | 350950           |                  | 6.300            | 262.319       | Mariano Rajoy                                                        |
| 17/02/2004 |            | Romero Polo (Lérida)                                           | 24000               |                     | 374950           | 24.000           |                  | 286.319       | Romero Polo Lérida                                                   |
| 19/02/2004 |            | Mariano cuota dip. Madrid                                      |                     | 1000                | 373950           |                  | 1.000            | 285.319       | Mariano Rajoy                                                        |
| 24/02/2004 |            | J.L.Sánchez                                                    | 100000              |                     |                  | 100.000          |                  | 385.319       | J. L. Sánchez                                                        |
| 24/02/2004 |            | A. Sevilla                                                     |                     | 50000               |                  |                  | 50.000           | 335.319       | A. Sevilla                                                           |
| 24/02/2004 |            | A Málaga                                                       |                     | 20000               | 403950           |                  | 20.000           | 315.319       | Málaga                                                               |
| 1/3/2004   |            | Ruban (Antonio Vilella)                                        | 50000               |                     | 453950           | 50.000           |                  | 365.319       | Ruban Antonio Vilella                                                |
| 1/3/2004   |            | Copasa                                                         | 75000               |                     | 528950           | 75.000           |                  | 440.319       | Copasa                                                               |
| 2/3/2004   |            | Ubaldo Nieto                                                   | 3000                |                     | 531950           | 3.000            |                  | 443.319       | Ubaldo Nieto                                                         |
| 8/3/2004   |            | Fdez. Rubio                                                    | 48000               |                     |                  | 48.000           |                  | 491.319       | Fdez. Rubio                                                          |
| 10/3/2004  |            | Pilar Castillo                                                 |                     | 3000                |                  |                  | 3.000            | 488.319       | Pilar del Castillo                                                   |
| 11/3/2004  |            | Juan Cotino (fedesa)                                           | 200000              |                     |                  | 200.000          |                  | 688.319       | Juan Cotino fedesa                                                   |
| 11/3/2004  |            | A. Villela                                                     | 50000               |                     |                  | 50.000           |                  | 738.319       | A. Villela                                                           |
| 15/03/2004 |            | Mercadona                                                      | 90000               |                     | 916950           | 90.000           |                  | 828.319       | Mercadona                                                            |
| 20/04/2004 |            | 1º trimestre Cascos                                            |                     | 9900                |                  |                  | 9.900            | 818.419       | Francisco Álvarez Cascos                                             |
| 26/04/2004 |            | 15º de A. de la P.                                             |                     | 8200                | 898850           |                  | 8.200            | 810.219       | A. de la P.                                                          |
| 27/04/2004 |            | Ingresado en B. Vitoria-Banesto. Donativo                      |                     | 100850              | 798000           |                  | 100.850          | 709.369       | B. Vitoria-Banesto. Donativo Ingresado                               |
| 4/5/2004   |            | Ingresado en B. Vitoria-Banesto. Donativo                      |                     | 100000              | 698000           |                  | 100.000          | 609.369       | B. Vitoria-Banesto. Donativo Ingresado                               |
| 6/5/2004   |            | Pago a J. Rojo (Campaña)                                       |                     | 280000              | 418000           |                  | 280.000          | 329.369       | J. Rojo Pago                                                         |
| 14/05/2004 |            | Ingresado en Banesto Donativos                                 |                     | 118000              | 300000           |                  | 118.000          | 211.369       | Banesto Donativos Ingresado                                          |
| 14/05/2004 |            | Mariano Rajoy 2º Trimestre                                     |                     | 6300                |                  |                  | 6.300            | 205.069       | Mariano Rajoy                                                        |
| 14/05/2004 |            | Ángel Acebes 2º Trimestre (1º pago)                            |                     | 6300                |                  |                  | 6.300            | 198.769       | Ángel Acebes 2004 2º Trimestre 1º pago                               |
| 14/05/2004 |            | Javier Arenas 2º Trimestre                                     |                     | 9900                | 277500           |                  | 9.900            | 188.869       | Javier Arenas 2004 2º Trimestre                                      |
| 25/05/2004 |            | Ingresado en Banesto Donativos                                 |                     | 77500               | 200000           |                  | 77.500           | 111.369       | Banesto Donativos Ingresado                                          |
| 4/6/2004   |            | Cantabria Campaña                                              |                     | 30000               | 170000           |                  | 30.000           | 81.369        | Cantabria Campaña                                                    |
| 4/6/2004   |            | Ingresado en Banesto Donativos                                 |                     | 100000              | 70000            |                  | 100.000          | -18.631       | Banesto Donativos Ingresado                                          |
| 9/6/2004   |            | Jose Luis Sánchez                                              | 100000              |                     | 170000           | 100.000          |                  | 81.369        | Jose Luis Sánchez                                                    |
| 11/6/2004  |            | Volpeceres                                                     | 60000               |                     | 230000           | 60.000           |                  | 141.369       | Volpeceres                                                           |
| 11/6/2004  |            | Alfonso Gª Poz                                                 | 30000               |                     | 260000           | 30.000           |                  | 171.369       | Alfonso García Pozuelo                                               |
| 24/06/2004 |            | Colaboración Asesoria (Álvaro)                                 |                     | 2100                |                  |                  | 2.100            | 169.269       | Álvaro Colaboración Asesoria                                         |
| 7/7/2004   |            | Campaña Europes                                                |                     | 100000              |                  |                  | 100.000          | 69.269        | Campaña Europes                                                      |
| 14/07/2004 |            | Ángel Acebes 3º Trimestre                                      |                     | 6300                |                  |                  | 6.300            | 62.969        | Ángel Acebes 2004 3º Trimestre                                       |
| 18/07/2004 |            | Mariano Rajoy                                                  |                     | 6300                |                  |                  | 6.300            | 56.669        | Mariano Rajoy                                                        |
| 28/07/2004 |            | Luis Fraga [Guadalajara]                                       |                     | 3000                |                  |                  | 3.000            | 53.669        | Manuel Fraga Iribarne                                                |
| 14/09/2004 |            | Jose Luis Sánchez                                              | 100000              |                     |                  | 100.000          |                  | 153.669       | Jose Luis Sánchez                                                    |
| 21/09/2004 |            | Ángel Acebes 4º trimestre                                      |                     | 6300                |                  |                  | 6.300            | 147.369       | Ángel Acebes 2004 4º trimestre                                       |
| 21/09/2004 |            | Mariano Rajoy 4º trimestre                                     |                     | 6300                | 229700           |                  | 6.300            | 141.069       | Mariano Rajoy                                                        |
| 22/09/2004 |            | Luis de Rivero                                                 | 120000              |                     |                  | 120.000          |                  | 261.069       | Luis de Rivero                                                       |
| 22/09/2004 |            | Manuel Contreras                                               | 60000               |                     | 409700           | 60.000           |                  | 321.069       | Manuel Contreras                                                     |
| 19/10/2004 |            | Villar Mir                                                     | 100000              |                     | 509700           | 100.000          |                  | 421.069       | Villar Mir                                                           |
| 20/10/2004 |            | A c/c donativos                                                |                     | 60000               | 449700           |                  | 60.000           | 361.069       | Donativos A c/c                                                      |
| 20/10/2004 |            | Entrega a Paco Yáñez para [ilegible] 1.100 titulos             |                     | 121000              | 328700           |                  | 121.000          | 240.069       | Paco Yáñez Entrega 1.100 titulos                                     |
| 29/10/2004 |            | Entrega a Álvaro Lapuerta 1.270 titulos                        |                     | 139700              | 189000           |                  | 139.700          | 100.369       | Álvaro Lapuerta Entrega 1.270 titulos                                |
| 26/11/2004 |            | Entrega Pozuelo (Hispánica)                                    | 30000               |                     | 69400            | 30.000           |                  | 130.369       | Pozuelo Hispánica Entrega                                            |
| 3/12/2004  |            | Compra Alberto Dorrego Libertad Digital                        |                     | 12100               | 57300            |                  | 12.100           | 118.269       | Libertad Digital Compra Alberto Dorrego                              |
| 14/12/2004 |            | Compra Alberto Dorrego Libertad Digital                        |                     | 24000               |                  |                  | 24.000           | 94.269        | Libertad Digital Compra Alberto Dorrego                              |
| 23/12/2004 |            | Devolución Paco Yáñez                                          | 121000              |                     | 154300           | 121.000          |                  | 215.269       | Paco Yáñez Devolución                                                |
| 12/1/2005  |            | Ingresados en c/c Donativos                                    |                     | 111840              | 42460            |                  | 111.840          | 103.429       | Donativos Ingresados en c/c                                          |
| 24/01/2005 |            | 1º Trimestre Ángel Acebes                                      |                     | 6300                |                  |                  | 6.300            | #VALOR!       | Ángel Acebes 2005 1º Trimestre                                       |
| 24/01/2005 |            | 1º Trimestre Mariano Rajoy                                     |                     | 6300                | 29860            |                  | 6.300            | -6.300        | Mariano Rajoy                                                        |
| 26/01/2005 |            | Entrega Federico Trillo                                        |                     | 12000               | 17860            |                  | 12.000           | -18.300       | Federico Trillo Entrega                                              |
| 31/03/2005 |            | Entrega gastos Paco Yáñez L. Digital                           |                     | 950                 |                  |                  | 950              | -19.250       | L. Digital Entrega gastos Paco Yáñez                                 |
| 4/5/2005   |            | Entrega gastos Rosa Iglesias L. Digital                        |                     | 650                 |                  |                  | 650              | -19.900       | L. Digital Entrega gastos Rosa Iglesias                              |
| 18/05/2005 |            | 2º Trimestre 2005 Mariano                                      |                     | 6300                |                  |                  | 6.300            | -26.200       | Mariano Rajoy                                                        |
| 18/05/2005 |            | 2º Trimestre 2005 Ángel A.                                     |                     | 6300                | 3660             |                  | 6.300            | -32.500       | Ángel Acebes. 2005 2º Trimestre                                      |
| 20/05/2005 |            | Manuel Contreras                                               | 48000               |                     | 51660            | 48.000           |                  |               | Manuel Contreras                                                     |
| 26/07/2005 |            | 3º Trimestre 2005 Mariano                                      |                     | 6300                | 45360            |                  | 6.300            | -6.300        | Mariano Rajoy                                                        |
| 26/07/2005 |            | 3º Trimestre 2005 Ángel A.                                     |                     | 6300                | 39060            |                  | 6.300            | -12.600       | Ángel Acebes. 2005 3º Trimestre                                      |
| 17/06/2005 |            | Liq. Paco Yáñez                                                |                     | 210                 | 38850            |                  | 210              | -12.810       | Paco Yáñez Liq.                                                      |
| 10/10/2005 |            | 4º Trimestre 2005 Mariano                                      |                     | 6300                |                  |                  | 6.300            | -19.110       | Mariano Rajoy                                                        |
| 10/10/2005 |            | 4º Trimestre 2005 Ángel                                        |                     | 6300                | 26250            |                  | 6.300            | -25.410       | Ángel Acebes 2005 4º Trimestre                                       |
| 24/11/2005 |            | Ingresado en Banesto Donativos                                 |                     | 26090               |                  |                  | 26.090           | -51.500       | Banesto Donativos Ingresado en                                       |
| 01/2006    |            | Ant. Pinol                                                     | 12000               |                     |                  | 12.000           |                  | -39.500       | Ant. Pinol                                                           |
| 01/2006    |            | Vta. Aces P.Y. a Álvaro Cruz gastos                            |                     | 315                 | 11685            |                  | 315              | -39.815       | Vta. Aces P. Y. a Álvaro Cruz gastos                                 |
| 01/2006    |            | Pilar (Empresa Estudios) Pulido                                | 12000               |                     | 23685            | 12.000           |                  | -27.815       | Pilar Pulido Empresa Estudios                                        |
| 1/2/2006   |            | 1º Trimestre Mariano                                           |                     | 6300                |                  |                  | 6.300            | -34.115       | Mariano Rajoy                                                        |
| 1/2/2006   |            | 1º Trimestre Ángel                                             |                     | 6300                | 11085            |                  | 6.300            | -40.415       | Ángel Acebes 2006 1º Trimestre                                       |
| 04/2006    |            | Alfonso Gª Pozuelo                                             | 18000               |                     | 29085            | 18.000           |                  | -22.415       | Alfonso García Pozuelo                                               |
| 04/2006    |            | 2º Trimestre Mariano                                           |                     | 6300                |                  |                  | 6.300            | -28.715       | Mariano Rajoy                                                        |
| 04/2006    |            | 2º Trimestre Ángel                                             |                     | 6300                | 16485            |                  | 6.300            | -35.015       | Ángel Acebes 2006 2º Trimestre                                       |
| 06/2006    |            | Corbatas Presidente                                            |                     | 667                 | 15818            |                  | 667              | -35.682       | Corbatas Presidente                                                  |
| 06/2006    |            | Adolfo Sánchez                                                 | 12000               |                     | 27818            | 12.000           |                  | -23.682       | Adolfo Sánchez                                                       |
| 07/2006    |            | 3º Trimestre Mariano                                           |                     | 6300                |                  |                  | 6.300            | -29.982       | Mariano Rajoy                                                        |
| 07/2006    |            | 3º Trimestre Ángel                                             |                     | 6300                | 15218            |                  | 6.300            | -36.282       | Ángel Acebes 2006 3º Trimestre                                       |
| 14/07/2006 |            | Trajes y camisas                                               |                     | 5720                | 9498             |                  | 5.720            | -42.002       | Trajes y camisas                                                     |
| 26/07/2006 |            | Federico Trillo                                                |                     | 3000                | 6498             |                  | 3.000            | -45.002       | Federico Trillo                                                      |
| 14/09/2006 |            | Antonio Pinal / Emilio                                         | 12000               |                     | 18498            | 12.000           |                  | -33.002       | Antonio Pinal Emilio                                                 |
| 2/10/2006  |            | 4º Trimestre Mariano                                           |                     | 6300                |                  |                  | 6.300            | -39.302       | Mariano Rajoy                                                        |
| 2/10/2006  |            | 4º Trimestre Ángel                                             |                     | 6300                | 5898             |                  | 6.300            | -45.602       | Ángel Acebes                                                         |
| 25/10/2006 |            | J.M. Villar Mir                                                | 180000              |                     | 185598           | 180.000          |                  | 134.398       | J.M. Villar Mir                                                      |
| 26/10/2006 |            | Ingresado B. Banesto                                           |                     | 80000               | 105898           |                  | 80.000           | 54.398        |                                                                      |
| 31/10/2006 |            | Adolfo Sánchez                                                 | 10000               |                     | 115898           | 10.000           |                  | 64.398        | Adolfo Sánchez                                                       |
| 6/11/2006  |            | Luis Rivero                                                    | 60000               |                     | 175898           | 60.000           |                  | 124.398       | Luis Rivero                                                          |
| 15/11/2006 |            | M. Contreras                                                   | 60000               |                     | 235898           | 60.000           |                  | 184.398       | M. Contreras                                                         |
| 15/11/2006 |            | Emilia Álvarez                                                 | 12000               |                     | 217898           | 12.000           |                  | 196.398       | Emilia Álvarez                                                       |
| 23/11/2006 |            | Arquitecto Gonzalo Urquijo                                     |                     | 184000              | 63898            |                  | 184.000          | 12.398        | Gonzalo Urquijo Arquitecto                                           |
| 13/12/2006 |            | Adolfo Sánchez                                                 | 9500                |                     | 73398            | 9.500            |                  | 21.898        | Adolfo Sánchez                                                       |
| 19/12/2006 |            | J.L.Sánchez                                                    | 100000              |                     |                  | 100.000          |                  | 121.898       | J. L. Sánchez                                                        |
| 21/12/2006 |            | Emilia Álvarez                                                 | 12000               |                     | 185398           | 12.000           |                  | 133.898       | Emilia Álvarez                                                       |
| 21/12/2006 |            | Traje Mariano                                                  |                     | 9100                | 176298           |                  | 9.100            | 124.798       | Mariano Rajoy                                                        |
| 9/1/2007   |            | Ingresar en Donativos                                          |                     | 53000               | 123298           |                  | 53.000           | 71.798        |                                                                      |
| 9/1/2007   |            | 1º Trimestre Mariano                                           |                     | 6300                |                  |                  | 6.300            | 65.498        | Mariano Rajoy                                                        |
| 9/1/2007   |            | 1º Trimestre Ángel                                             |                     | 6300                | 110698           |                  | 6.300            | 59.198        | Ángel Acebes                                                         |
| 10/1/2007  |            | Ingresar en Donativos                                          |                     | 60000               | 50698            |                  | 60.000           | -802          |                                                                      |
| 7/3/2007   |            | de J.L. para Andalucía                                         |                     | 30000               | 20698            |                  | 30.000           | -30.802       | J. L.                                                                |
| 21/03/2007 |            | Ignacio Ugarteche (C. Sanz)                                    | 90000               |                     | 110698           | 90.000           |                  | 59.198        | Ignacio Ugarteche C. Sanz                                            |
| 26/03/2007 |            | Entrega a Cantabria                                            |                     | 60000               | 50698            |                  | 60.000           | -802          |                                                                      |
| 11/4/2007  |            | Entrega a Álvaro Lap. Para Alberto Fdez                        |                     | 30000               | 20698            |                  | 30.000           | -30.802       | Álvaro Lapuerta. Alberto Fdez Entrega para                           |
| 25/04/2007 |            | Entrega a Cristobal Mdez                                       |                     | 6000                | 14698            |                  | 6.000            | -36.802       | Cristobal Mdez                                                       |
| 25/04/2007 |            | 2º Trimestre Mariano                                           |                     | 6300                |                  |                  | 6.300            | -43.102       | Mariano Rajoy                                                        |
| 25/04/2007 |            | 2º Trimestre Ángel                                             |                     | 6300                | 2098             |                  | 6.300            | -49.402       | Ángel Acebes                                                         |
| 22/05/2007 |            | Rafa Palencia                                                  | 35000               |                     |                  | 35.000           |                  | -14.402       | Rafa Palencia                                                        |
| 24/05/2007 |            | Manuel Contreras                                               | 60000               |                     | 97098            | 60.000           |                  | 45.598        | Manuel Contreras                                                     |
| 20/05/2007 |            | Sánchez Jose Luis                                              | 100000              |                     | 197098           | 100.000          |                  | 145.598       | Sánchez Jose Luis                                                    |
| 06/2007    |            | Entrega a J. Arenas                                            |                     | 30000               | 167098           |                  | 30.000           | 115.598       | Javier Arenas                                                        |
| 06/2007    |            | Entrega a Adolfo Sánchez                                       | 12000               |                     | 179098           | 12.000           |                  | 127.598       | Adolfo Sánchez                                                       |
| 9/7/2007   |            | 3º Trimestre Mariano                                           |                     | 6300                |                  |                  | 6.300            | 121.298       | Mariano Rajoy                                                        |
| 9/7/2007   |            | 3º Trimestre Ángel Ac.                                         |                     | 6300                |                  |                  | 6.300            | 114.998       | Ángel Acebes                                                         |
| 20/07/2007 |            | Adolfo Sánchez                                                 | 24000               |                     | 190498           | 24.000           |                  | 138.998       | Adolfo Sánchez                                                       |
| 09/2007    |            | Adolfo Sánchez                                                 | 10000               |                     | 200498           | 10.000           |                  | 148.998       | Adolfo Sánchez                                                       |
| 10/2007    |            | 4º Trimestre Mariano                                           |                     | 6300                |                  |                  | 6.300            | 142.698       | Mariano Rajoy                                                        |
| 10/2007    |            | 4º Trimestre Ángel                                             |                     | 6300                | 187898           |                  | 6.300            | 136.398       | Ángel Acebes                                                         |
| 7/11/2007  |            | Adolfo Sánchez                                                 | 11000               |                     | 198898           | 11.000           |                  | 147.398       | Adolfo Sánchez                                                       |
| 14/12/2007 |            | Luis Del R.                                                    | 200000              |                     | 398898           | 200.000          |                  | 347.398       | Luis Del R.                                                          |
| 01/2008    |            | 1º Semestre Mariano                                            |                     | 12600               |                  |                  | 12.600           | 334.798       | Mariano Rajoy                                                        |
| 01/2008    |            | 1º Semestre Ángel                                              |                     | 12600               | 373698           |                  | 12.600           | 322.198       | Ángel Acebes                                                         |
| 01/2008    |            | J. Luis Sánchez                                                | 100000              |                     | 473698           | 100.000          |                  | 422.198       | J. Luis Sánchez                                                      |
| 26/01/2008 |            | A Cantabria                                                    |                     | 30000               | 443698           |                  | 30.000           | 392.198       |                                                                      |
| 28/01/2008 |            | Gonz. Urquijo                                                  |                     | 195000              | 248698           |                  | 195.000          | 197.198       | Gonz. Urquijo                                                        |
| 28/01/2008 |            | Ramón Aige                                                     | 36000               |                     |                  | 36.000           |                  | 233.198       | Ramón Aige                                                           |
| 31/01/2008 |            | País Vasco (Ignacio Aguirre)                                   |                     | 25000               |                  |                  | 25.000           | 208.198       | Ignacio                                                              |
| 31/01/2008 |            | Lérida (J.L. Meres)                                            |                     | 30000               |                  |                  | 30.000           | 178.198       | J.L. Meres                                                           |
| 31/01/2008 |            | Cantabria                                                      |                     | 30000               |                  |                  | 30.000           | 148.198       |                                                                      |
| 7/2/2008   |            | M. Contreras                                                   | 60000               |                     |                  | 60.000           |                  | 208.198       | M. Contreras                                                         |
| 11/2/2008  |            | J.M. Villar Mir                                                | 250000              |                     | 509698           | 250.000          |                  | 458.198       | Villar Mir                                                           |
| 14/02/2008 |            | Luis Fraga                                                     |                     | 6000                | 503698           |                  | 6.000            | 452.198       | Manuel Fraga Iribarne                                                |
| 20/02/2008 |            | Pilar Pulido                                                   | 36000               |                     |                  | 36.000           |                  | 488.198       | Pilar Pulido                                                         |
| 22/02/2008 |            | Luis Gálvez                                                    | 50000               |                     |                  | 50.000           |                  | 538.198       | Luis Gálvez                                                          |
| 27/02/2008 |            | Mercadona                                                      | 150000              |                     | 739698           | 150.000          |                  | 688.198       | Mercadona                                                            |
| 3/3/2008   |            | De J.L.Sánchez a Sevilla                                       |                     | 50000               |                  |                  | 50.000           | 638.198       | J.L. Sánchez                                                         |
| 5/3/2008   |            | País Vasco (Ignacio Aguirre)                                   |                     | 25000               |                  |                  | 25.000           | 613.198       | Ignacio Aguirre                                                      |
| 10/3/2008  |            | Jose Mayor (FCC)                                               | 90000               |                     |                  | 90.000           |                  | 703.198       | Jose Mayor                                                           |
| 13/03/2008 |            | De Ramón Aige a Sevilla                                        |                     | 18000               |                  |                  | 18.000           | 685.198       | Ramon Aige                                                           |
| 13/03/2008 |            | Gonzalo (Arquitecto)                                           |                     | 258000              |                  |                  | 258.000          | 427.198       | Gonzalo (Arquitecto)                                                 |
| 13/03/2008 |            | J. Rojo / Valls                                                |                     | 220000              | 258698           |                  | 220.000          | 207.198       | J. Rojo / Valls                                                      |
| 03/2008    |            | M.R. entrega Asesor                                            |                     | 3000                | 255698           |                  | 3.000            | 204.198       | Mariano Rajoy                                                        |
| 31/03/2008 |            | Alv. Lapuerta a cambio de talón ingresado hoy                  |                     | 60000               | 195698           |                  | 60.000           | 144.198       | Alvaro Lapuerta                                                      |
| 18/04/2008 |            | Trajes M.R.                                                    |                     | 11020               |                  |                  | 11.020           | 133.178       | Mariano Rajoy                                                        |
| 6/5/2008   |            | Rafael Palencia                                                | 30000               |                     |                  | 30.000           |                  | 163.178       | Rafael Palencia                                                      |
| 26/05/2008 |            | Entrega de La Rioja                                            | 200000              |                     | 414678           | 200.000          |                  | 363.178       |                                                                      |
| 2/6/2008   |            | Entrega a Cristobal Paez                                       |                     | 6000                |                  |                  | 6.000            | 357.178       | Cristobal Pez                                                        |
| 3/6/2008   |            | 2º Semestre M. Rajoy                                           |                     | 12600               | 396078           |                  | 12.600           | 344.578       | Mariano Rajoy                                                        |
| 25/06/2008 |            | Ramón Aige                                                     | 18000               |                     |                  | 18.000           |                  | 362.578       | Ramon Aige                                                           |
| 30/06/2008 |            | Adolfo Sanchez                                                 | 10000               |                     | 424078           | 10.000           |                  | 372.578       | Adolfo Sánchez                                                       |
| 3/7/2008   |            | Jose Mayor                                                     | 75000               |                     | 499078           | 75.000           |                  | 447.578       | Jose Mayor                                                           |
| 7/7/2008   |            | D. Cospedal 3º trimestre 2500 x 3                              |                     | 7500                |                  |                  | 7.500            | 440.078       | María Dolores de Cospedal                                            |
| 15/07/2008 |            | Regul. M. Raj 2º Semestre 400 x 6                              |                     | 2400                |                  |                  | 2.400            | 437.678       | Mariano Rajoy                                                        |
| 22/07/2008 |            | Entrega a J. I. de Ramón Aige                                  |                     | 6000                |                  |                  | 6.000            | 431.678       | J.I. de Ramón                                                        |
| 22/07/2008 |            | Regalo Álvaro Lap.                                             |                     | 1490                |                  |                  | 1.490            | 430.188       | Álvaro Lapuerta                                                      |
| 14/10/2008 |            | D. Cospedal 4º Trimestre                                       |                     | 7500                |                  |                  | 7.500            | 422.688       | María Dolores de Cospedal                                            |
| 10/2008    |            | G.U.                                                           |                     | 235000              |                  |                  | 235.000          | 187.688       | G.U.                                                                 |
| 12/2008    |            | G.U.                                                           |                     | 200000              | 49188            |                  | 200.000          | -12.312       | G.U.                                                                 |